# Militärflugplatz Nevatim

i7
i11
i13

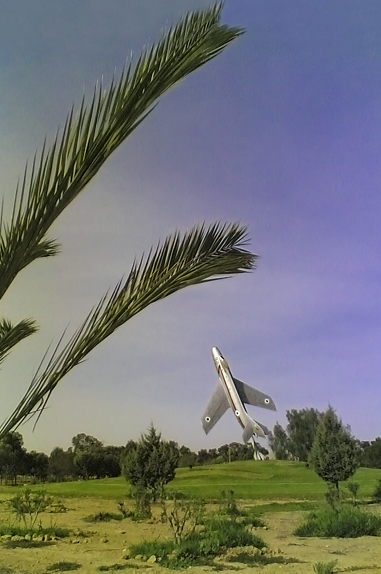
Ein Dassault Mystère IV A Jet aus vergangenen Zeiten, aufgerichtet in der Nähe des Haupteingangs der Nevatim Airbase

Der Militärflugplatz Nevatim (hebräisch בסיס נבטים, deutsch: Sprossen, junge Triebe, IATA-Code: VTM, ICAO-Code: LLNV) liegt etwa 15 Kilometer ostsüdöstlich von Beʾer Scheva beim Moschav Nevatim in der Negev-Wüste im Südbezirk Israels. Er zählt zu den größten der Israelischen Luftwaffe (IAF) und besitzt drei unterschiedlich lange Start- und Landebahnen. Neben drei Staffeln von Tarnkappen-Kampfjets sind auf ihm Transportflugzeuge, Tankflugzeuge und Maschinen zur elektronischen Aufklärung/Überwachung, sowie die sogenannte Israeli Air Force One stationiert (siehe „Einheiten“ samt Galerie ganz unten). Die Nevatim Airbase ist seit ihren Anfängen auch für eine duale Nutzung im Gespräch, d. h. sowohl militärisch als auch zivil, als Flughafen für die wachsende Großstadt Beʾer Scheva und Umgebung (siehe unter: Internationaler Flughafen).

## Geschichte

### Die Anfänge
- 1947 wurde hier in der nördlichen Negev-Wüste ein Flugfeld für die Scherut Awir angelegt, der Flugzeugstaffel der Hagana. Das Flugfeld erhielt den Namen Malhata nach der archäologischen Stätte Tel Malḥata, die sich nordöstlich der heutigen Startbahnen innerhalb der Airbase befindet (siehe Karte rechts und Lage).[1]

- 1958 war das Gelände dann für den Bau eines zukünftigen internationalen Flughafens der Stadt Beʾer Scheva und Umgebung vorgesehen, der den nordwestlich von ihr gelegenen Flugplatz Be’er Scheva ersetzen sollte, der sich nicht für die Entwicklung als moderner Großflughafen eignete.[2]

- 1966 wurde ein interministerieller Ausschuss eingesetzt, der die Möglichkeit des Baus eines internationalen Flughafens in der Region Beʾer Scheva prüfen sollte, aber in der Praxis wurde dieses Thema dann nicht weiter gefördert.[3]

- Von 1980 an wurde der Militärflugplatz Nevatim im Negev errichtet und im Oktober 1983 eingeweiht. Dies geschah parallel zu den Flugplätzen Ramon und Ovda – größtenteils mit Hilfe von US-Firmen und auch US-Finanzierung. Währenddessen zog sich Israel schrittweise aus dem Sinai zurück und gab seine vier dortigen Militärflugplätze auf (siehe auch: Camp-David-Abkommen von 1978 und Karte in Galerie unten).[4]

- Anfang der 1980er Jahre mussten für den weitläufigen Bau der Nevatim Airbase einige israelische Beduinen nach außerhalb der geplanten Fläche umgesiedelt werden. Sie wurden dafür finanziell entschädigt, und man bemüht sich bis heute um ein gutes Verhältnis zu ihnen.[5]

- 1986 wurde vorgeschlagen, den Stützpunkt auch für Charterflüge für Touristen aus Europa zum Toten Meer zu nutzen.[6]

- Ein 1990 eingesetzter Ausschuss empfahl erneut den Bau eines internationalen Flughafens auf dem Stützpunkt.[7]

- Im Zuge von Budgetkürzungen Mitte der 1990er Jahre gab es Überlegungen, den Stützpunkt sogar ganz zu schließen und seine fliegenden Einheiten auf andere Flugplätze zu verlegen.[8] Stattdessen wurde er ab Anfang der 2000er Jahre erweitert, und er übernahm schließlich 2008 den militärischen Teil des Ben-Gurion-Flughafens, der als Lod Airbase bekannt war, siehe: Transport-, Tank- und Aufklärungsflugzeuge.

### Galerie

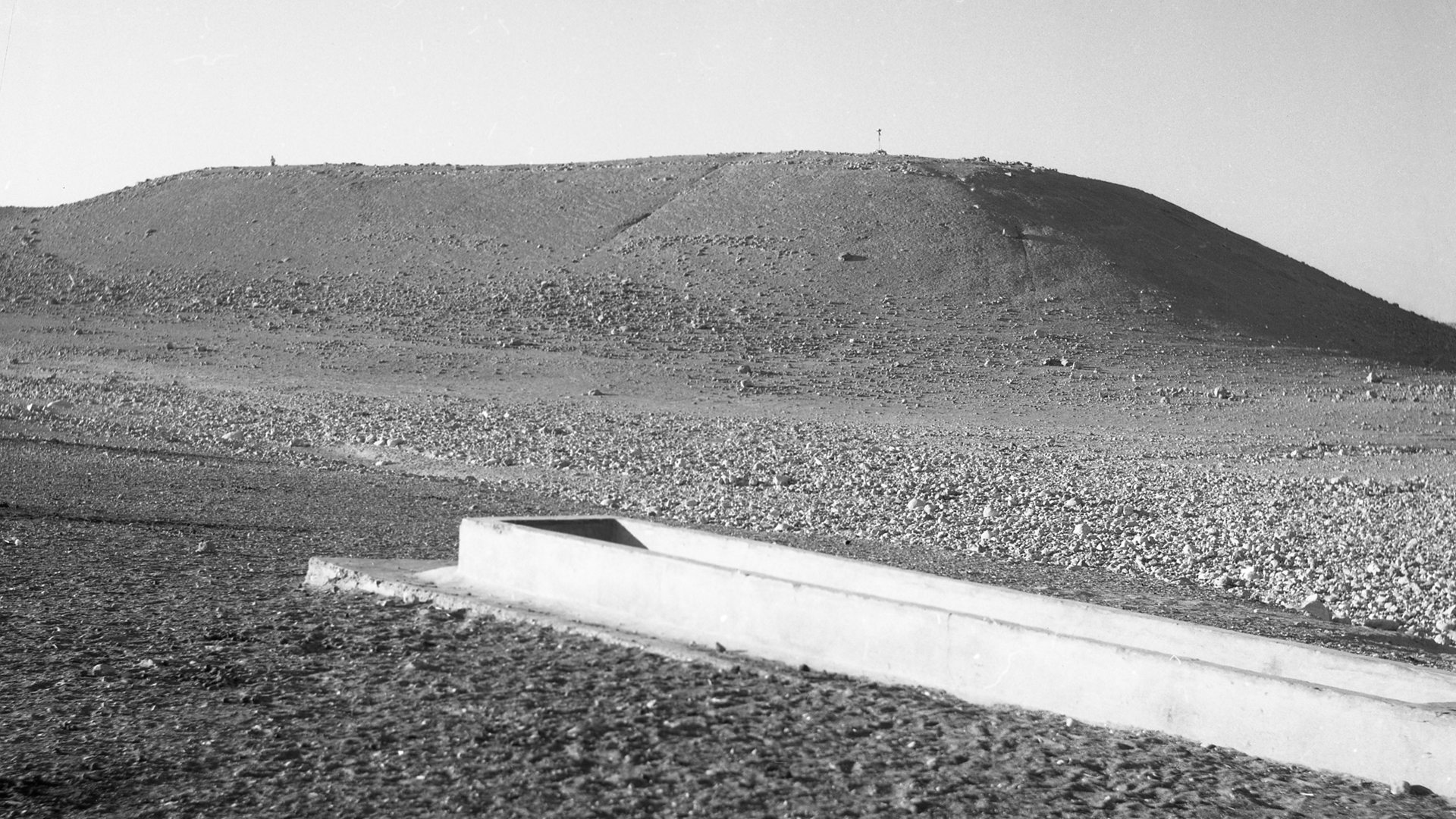
Die archäologische Stätte Tel Malḥata nordöstlich der heutigen nördlichsten Startbahn der Nevatim Airbase, mit einer Tiertränke im Vordergrund
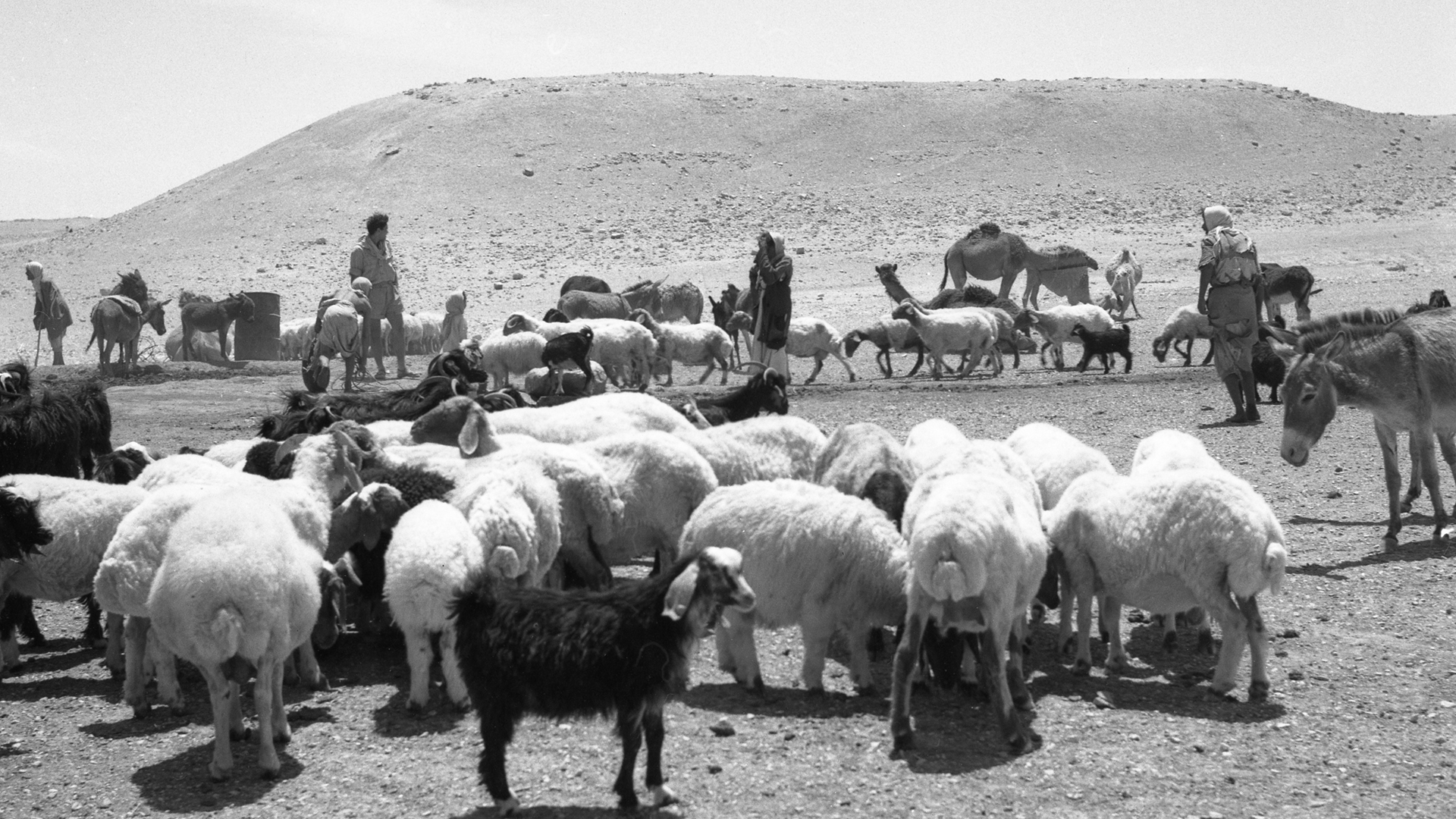
Israelische Beduinen 1955 mit ihren Herden vor dem Tel Malḥata, der sich heute auf dem Gelände der Nevatim Airbase befindet

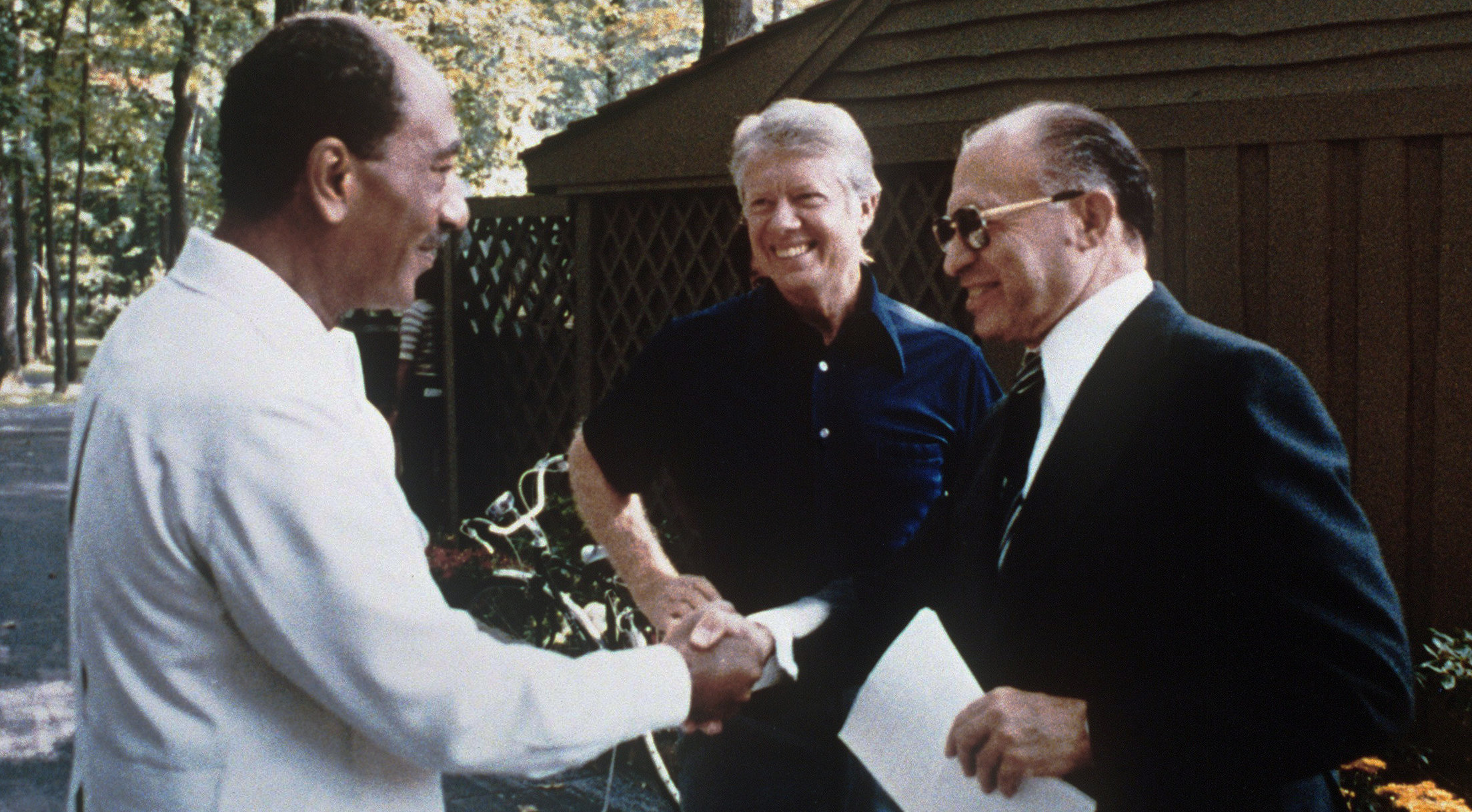
Die Präsidenten Anwar as-Sadat, Jimmy Carter und Ministerpräsident Menachem Begin (von links) in Camp David (USA) im September 1978
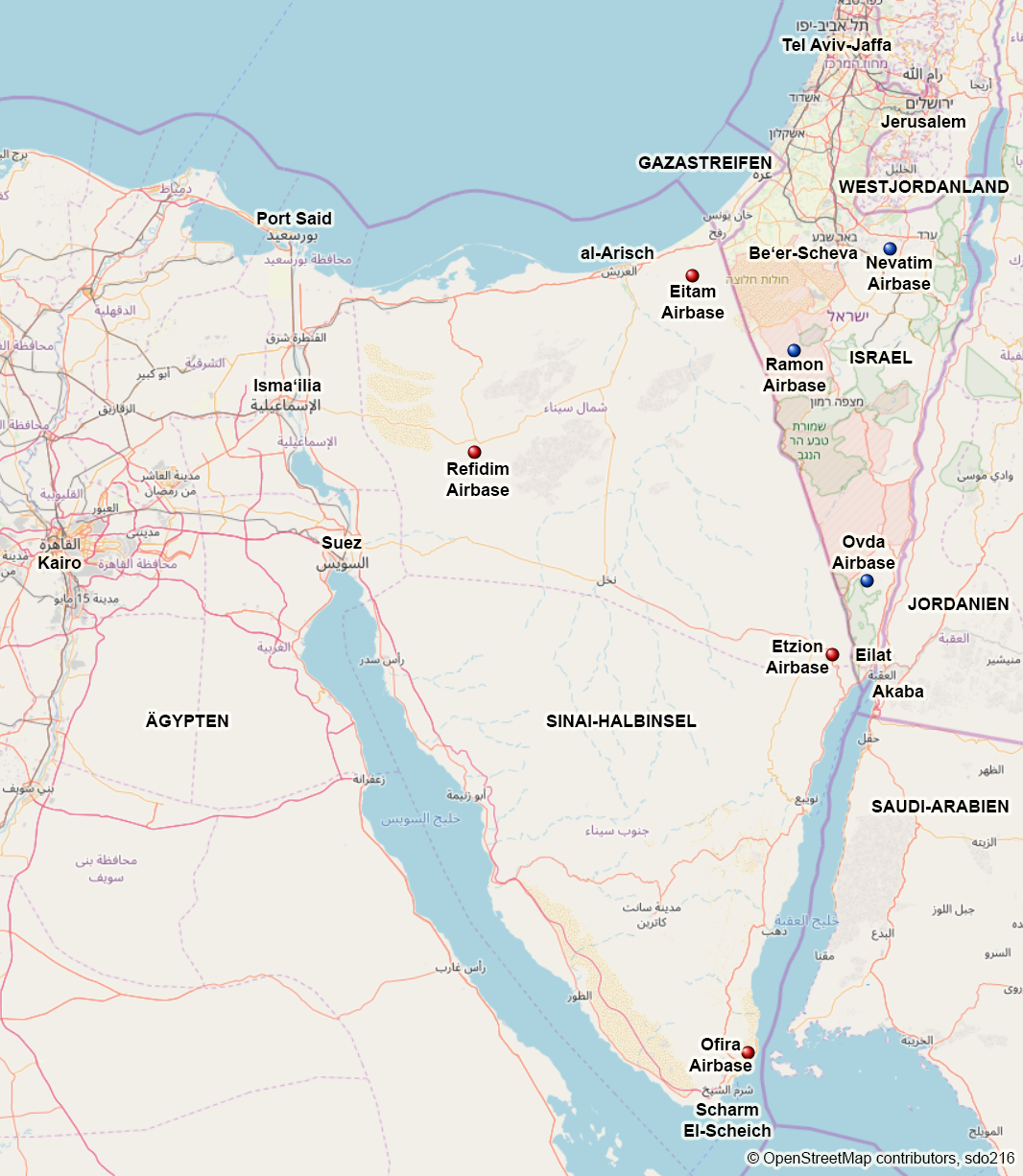
Auf der Sinai-Halbinsel aufgegebene Basen der Israelischen Luftwaffe (rot) und im Süden Israels neu errichtete Stützpunkte (blau)

### 116. Staffel „Lions/Defenders Of The South“
Die 116. Staffel „Lions Of The South“ mit A-4N Skyhawk Ayit leichten Kampfjets wurde 1983 von der Tel Nof Airbase auf den neu gegründeten Militärflugplatz Nevatim 70 Kilometer weiter südlich verlegt und war dessen erste Kampfjet-Staffel. Die A-4N-Jets blieben dort bis zum Jahr 2002 im Dienst, als die Staffel vorübergehend aufgelöst wurde.
2003 wurde sie mit F-16A/B Netz als „Defenders Of The South“ wiedereröffnet, die von der 253. Staffel „Negev“ auf Ramon hierher transferiert worden waren. Im Sommer 2015 wurden alle F-16-Jets auf Nevatim stillgelegt und die Staffel wiederum aufgelöst.
In den 1960er Jahren hatte die 116. Staffel auf dem Militärflugplatz Tel Nof noch die Dassault Mystère IV A aus französischer Produktion geflogen. Als Reminiszenz daran wurde nahe des östlichen Haupttores der Nevatim Airbase auf einem Grashügel ein Mystère-IV-Jet aus jener Zeit aufgestellt, dessen Nase steil in den Himmel ragt (siehe Foto ganz rechts). Dort ist in einem Park auch eine Reihe anderer Flugzeuge aus früheren Zeiten ausgestellt (Lage).
Im November 2019 wurde die 116. Staffel „Lions Of The South“ mit neuen F-35I Adir Tarnkappen-Jets auf Nevatim wiedereröffnet – als zweite von insgesamt drei Staffeln auf dem Stützpunkt mit diesen Flugzeug. Sie wird voraussichtlich gegen Ende der 2020er Jahre mit 25 Exemplaren ihre volle Stärke erreicht haben, wie die anderen beiden F-35-Staffeln auch.

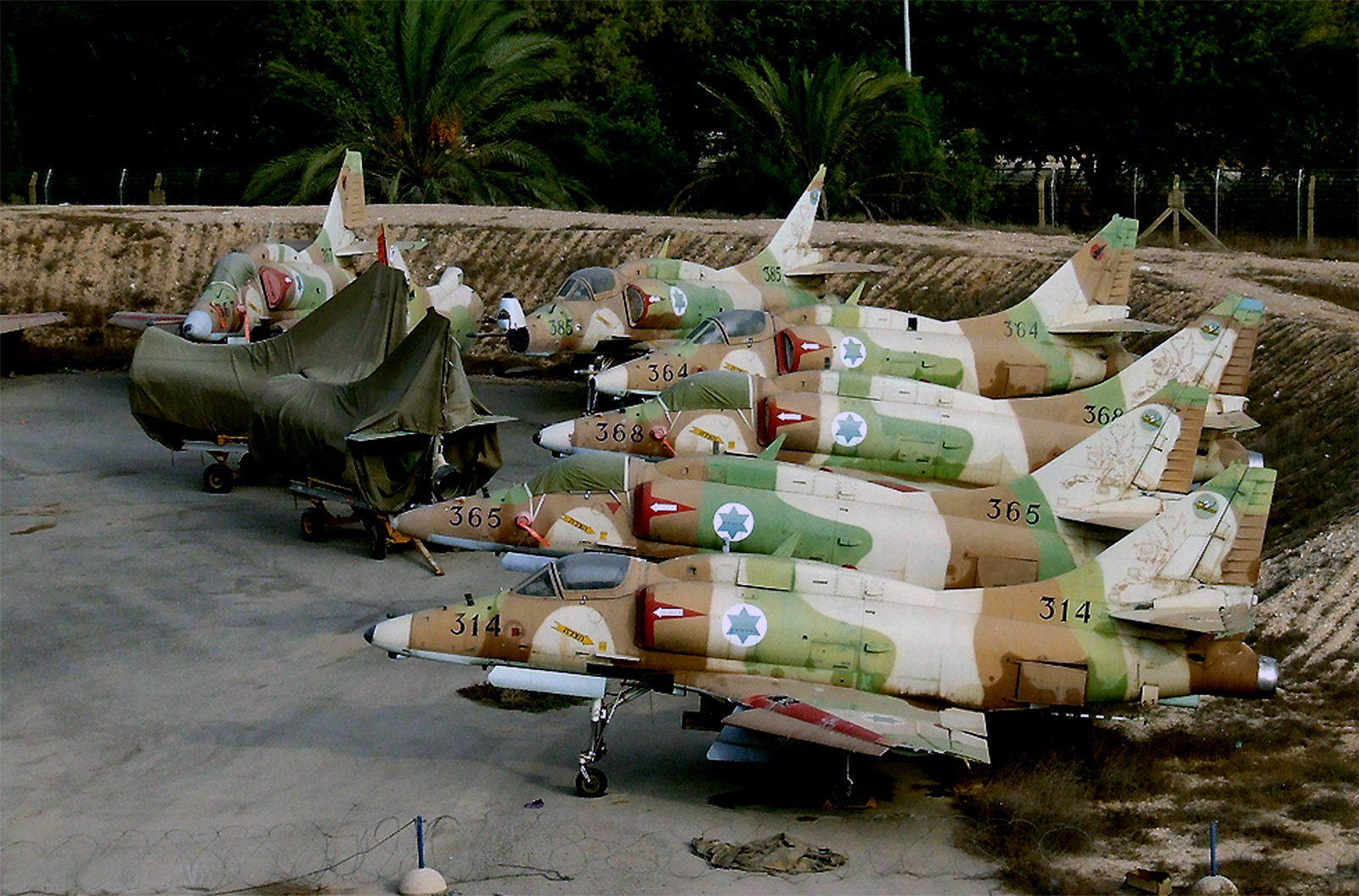
Ausrangierte A-4N Skyhawk Ayit Jets, auch von der 116. Staffel „Lions Of The South“ (rot-schwarzes Symbol am Heck), im September 2009
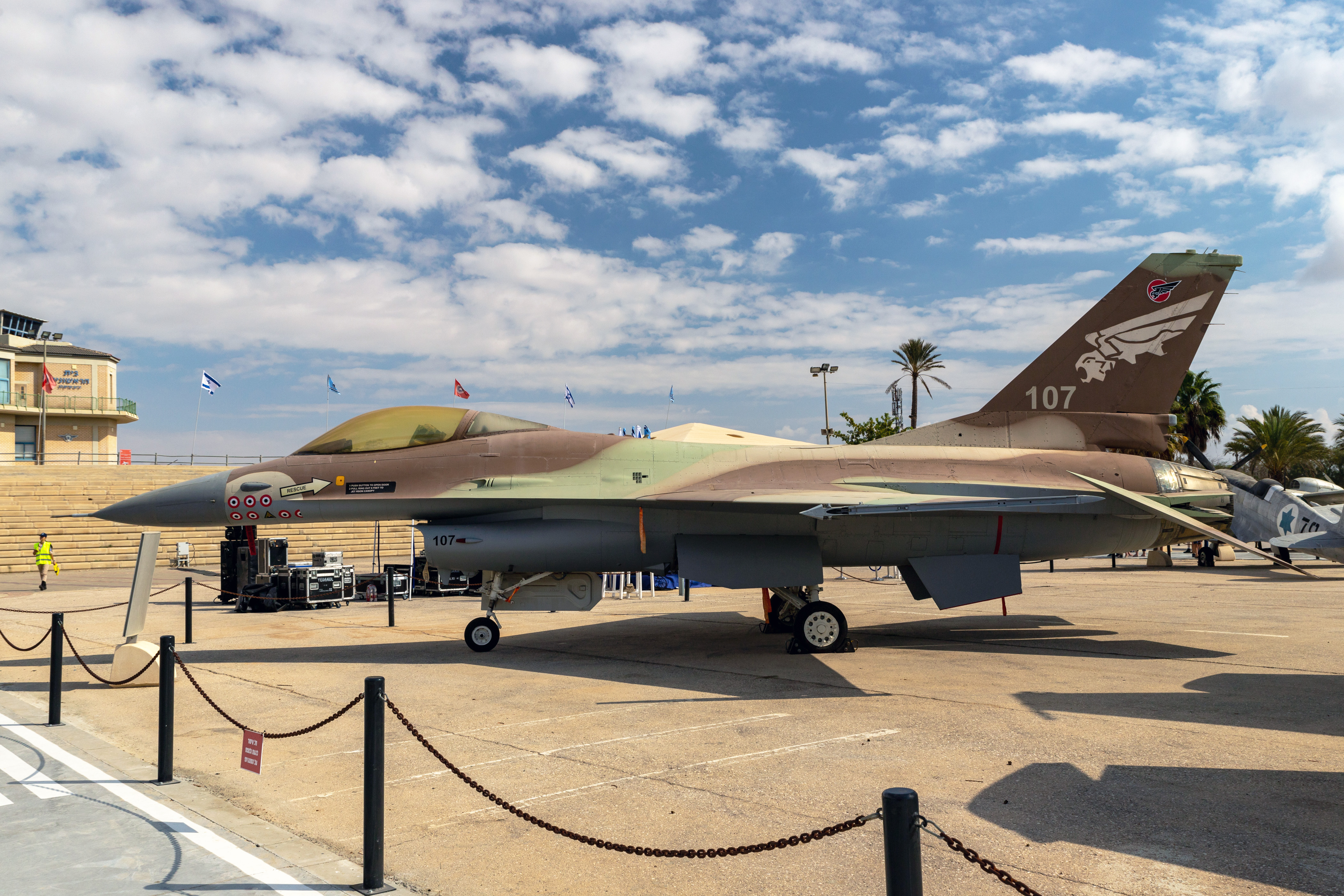
F-16A Netz Nr. 107 der 116. Staffel „Defenders Of The South“ mit 6,5 Killmarks und dem Symbol der Operation Opera, im IAF-Museum 2022
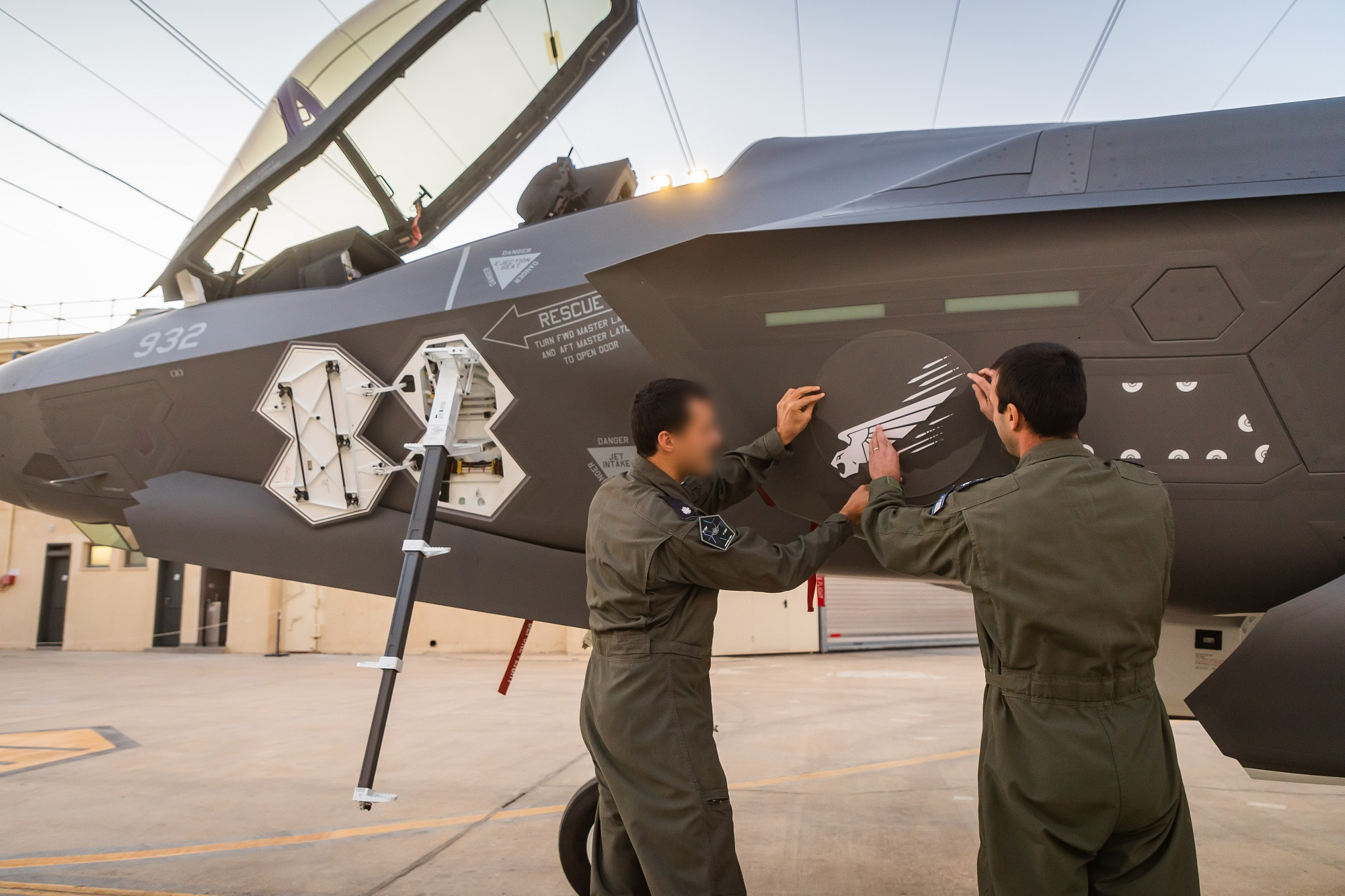
Wiedereröffnung der 116. Staffel „Lions Of The South“ mit F-35I Adir Tarnkappen-Kampfjets im November 2019 auf Nevatim
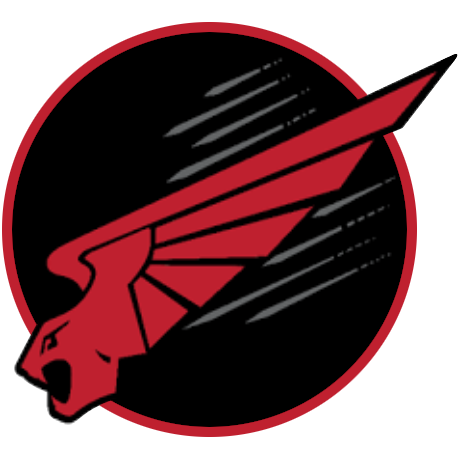
Aktuelles Emblem der 116. Staffel „Lions Of The South“

### 117. Staffel „First Jet“
Die 117. Staffel „First Jet“ war 1953 auf dem Militärflugplatz Ramat David als erste Kampfjet-Staffel der IAF ins Leben gerufen worden und hatte seitdem an allen Kriegen und Kampfhandlungen Israels teilgenommen. Sie flog in dieser langen Zeit die britische Gloster Meteor F.8, die französische Dassault Mirage IIICJ und die US-amerikanische General Dynamics F-16A..D, alle von Ramat David aus. Im Jahr 2020 wurde die Staffel vorübergehend stillgelegt.
Am 1. Juli 2021 wurde die 117. Staffel auf Nevatim mit F-35I-Jets wiedereröffnet. Sie dient zunächst als Ausbildungs- und Trainingsstaffel für die beiden anderen F-35I-Staffeln, bis genügend Exemplare der F-35 von Lockheed Martin aus den USA geliefert wurden und wird dann zur aktiven Einsatzstaffel. Dies wird voraussichtlich in der zweiten Hälfte der 2020er Jahre der Fall sein.
Die 117. Staffel „First Jet“ gilt seit ihrer Gründung als eine der Elite-Staffeln der Israelischen Luftwaffe, die jeweils mit den neuesten und schlagkräftigsten Kampfflugzeugen ihrer Zeit ausgestattet wird, wie jetzt mit der F-35I Adir.

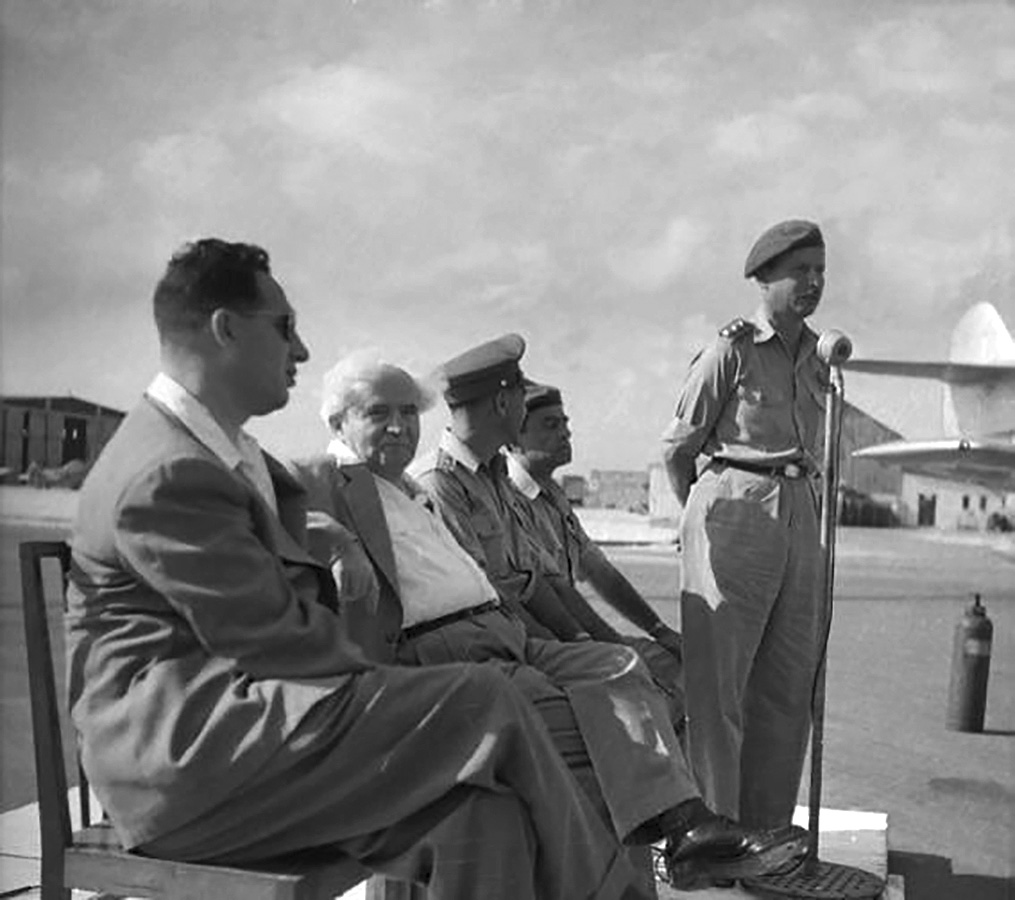
Die 117. Staffel „First Jet“ wird am 17. Juni 1953 auf Ramat David als erste Kampfjet-Staffel Israels eröffnet
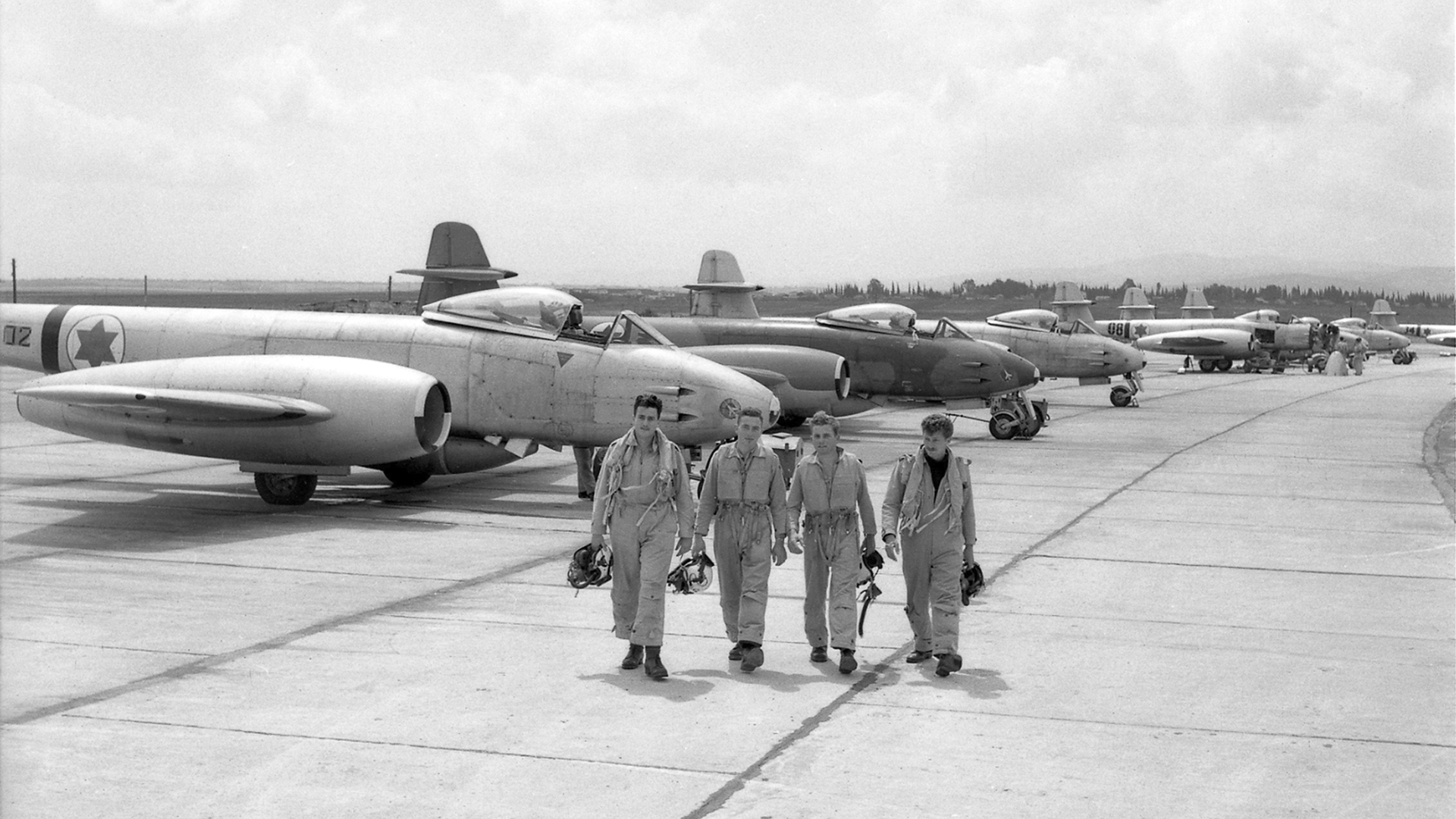
Israelische Kampfpiloten vor ihren Gloster Meteor F.8 Jets der 117. Staffel auf Ramat David um 1954
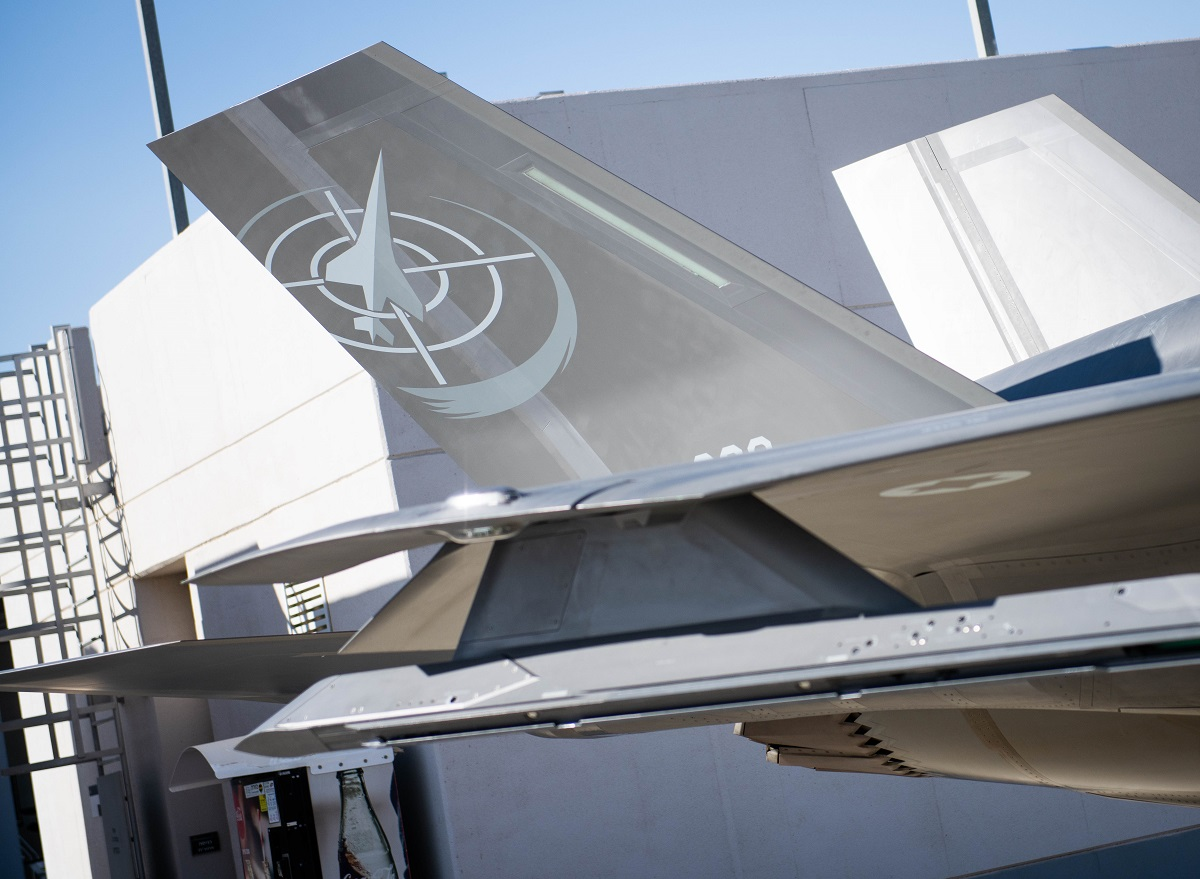
Wiedereröffnung der 117. Staffel „First Jet“ im Juli 2021 mit F-35I-Jets auf der Nevatim Airbase
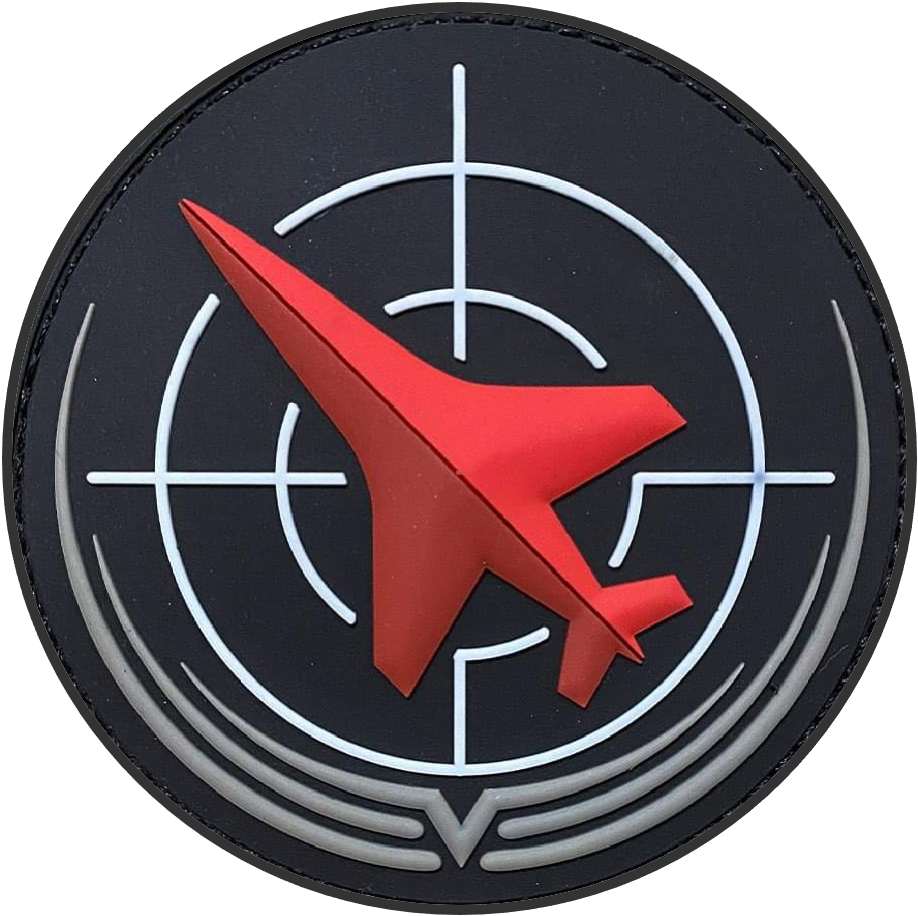
Aktuelles Emblem der 117. Staffel „First Jet“

### 140. Staffel „Golden Eagle“
Die 140. Staffel „Golden Eagle“ mit A-4H/N Skyhawk Ayit leichten Kampfjets wurde 1982 vom dann aufgegebenen Militärflugplatz Etzion im Sinai zunächst auf den neu gegründeten Militärflugplatz Ramon im Negev verlegt und als Jagd- und Ausbildungsstaffel weitergeführt, bis sie schließlich im Jahr 1985 stillgelegt wurde. Ein Jahr später, 1986, wurde sie auf Nevatim mit F-16A/B Netz Kampfjets wiedereröffnet, die von anderen Basen hier zusammengezogen wurden. Erst 2013 wurde diese Staffel dann geschlossen und ihre verbliebenen F-16A/B-Jets an die 116. Staffel „Defenders Of The South“ – ebenfalls auf Nevatim – übergeben.
Der F-16A-Jet Nr. 243 (siehe Foto in der unteren Galerie) war am 7. Juni 1981 – gestartet vom Militärflugplatz Etzion und geflogen von Ilan Ramon (1954–2003) – an Operation Opera beteiligt gewesen, der Zerstörung des irakischen Atomreaktors Osirak, und er erhielt ein entsprechendes dreieckiges Symbol. Zu dem Zeitpunkt gehörte dieser F-16A-Jet noch zur 110. Staffel „Knights Of The North“ auf Ramat David, später dann zur 140. Staffel „Golden Eagle“ auf Nevatim, wie auf dem Foto unten zu sehen ist.
Im Dezember 2016 wurde die 140. Staffel „Golden Eagle“ auf Nevatim wiedereröffnet und erhielt als erste Staffel in Israel (und außerhalb der USA) das neue Tarnkappen-Kampfflugzeug F-35I mit der hebräischen Bezeichnung Adir.

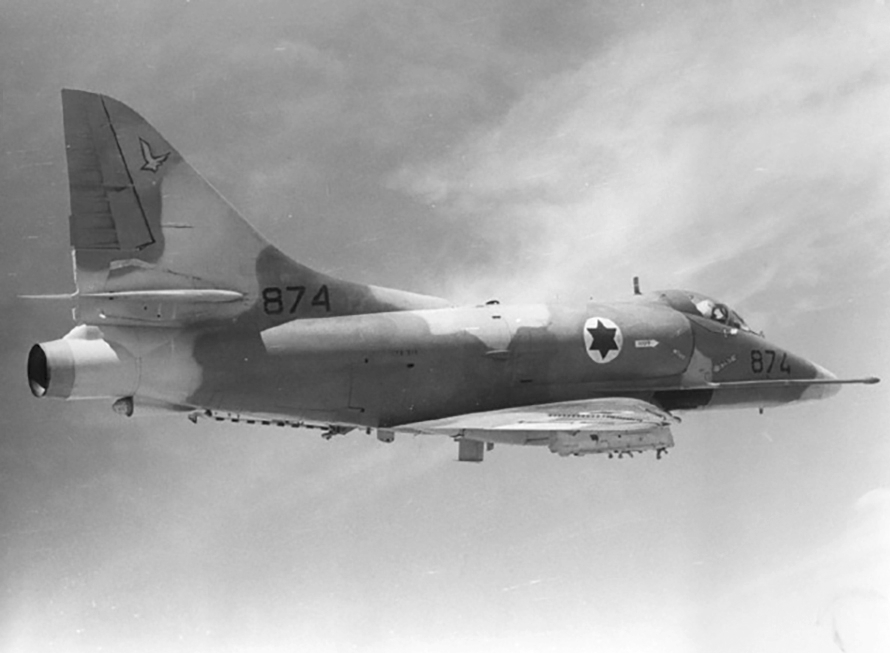
Eine A-4H/N Skyhawk Ayit der 140. Staffel „Golden Eagle“, ca. 1973 noch auf der Basis Etzion im Sinai
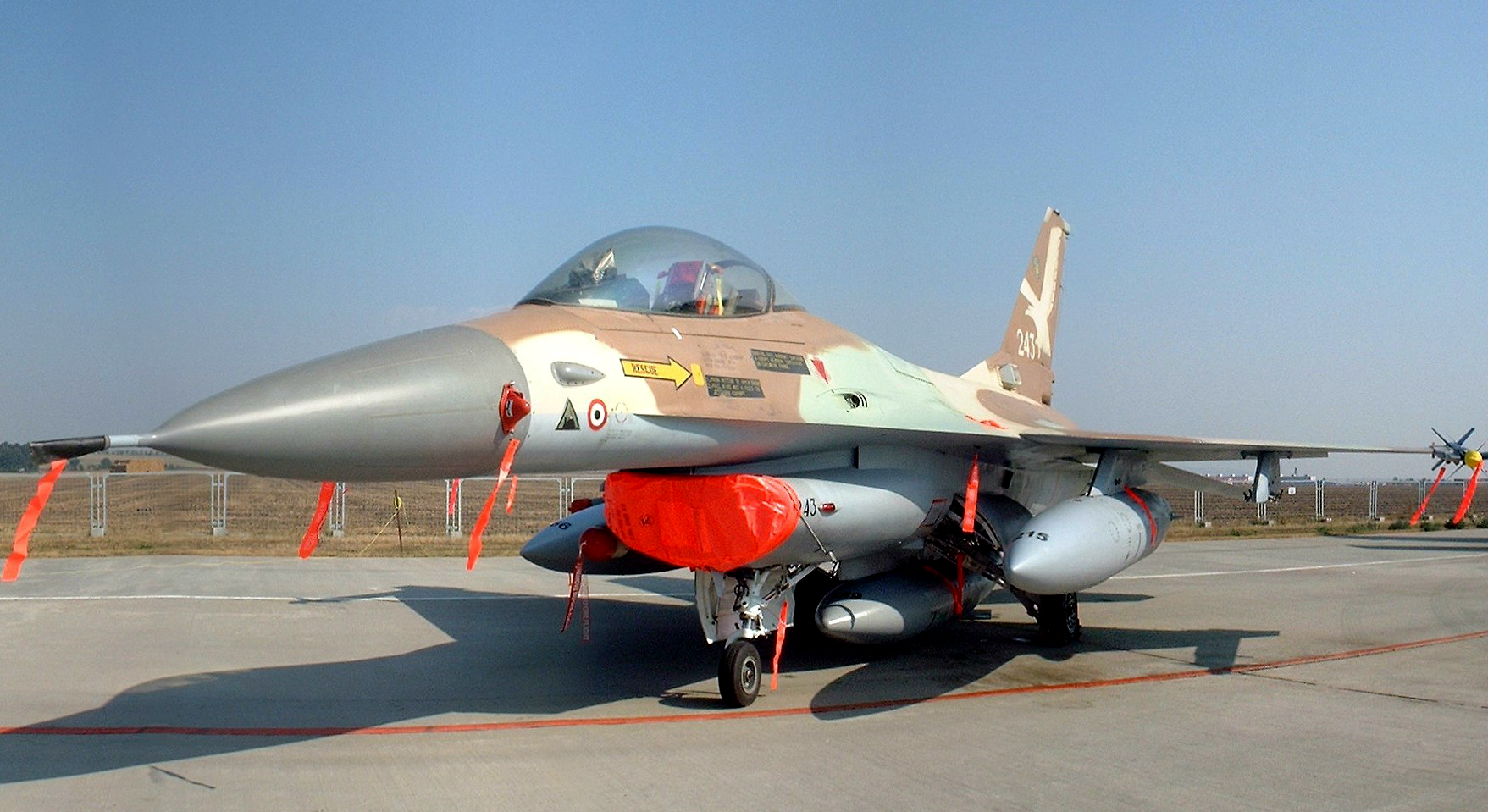
F-16A Netz Nr. 243 der 140. Staffel „Golden Eagle“ in 2004, geflogen von Ilan Ramon in der Operation Opera
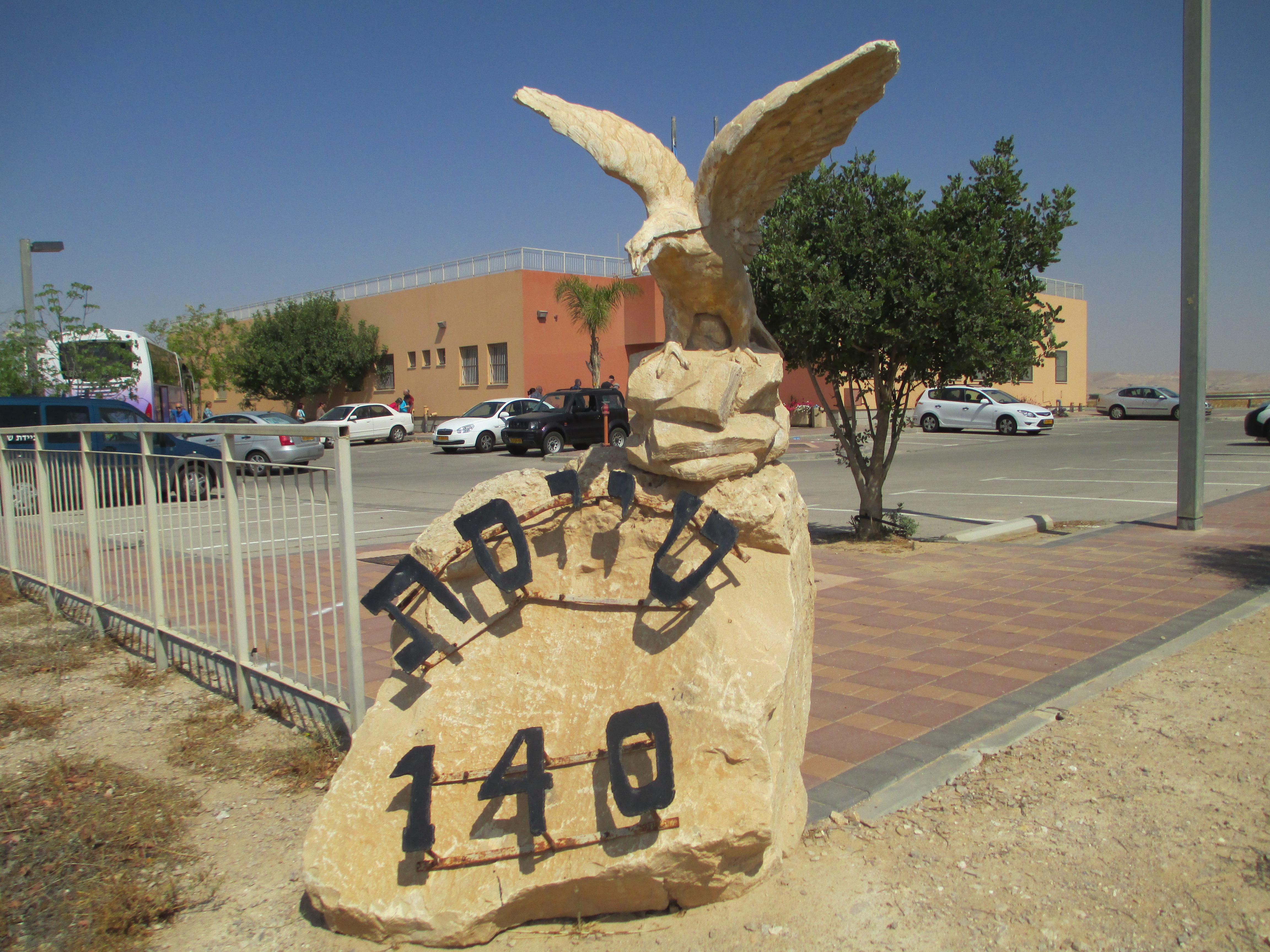
Eine Skulptur der 140. Staffel „Golden Eagle“ (טייסת 140) an einem Parkplatz der Nevatim Airbase
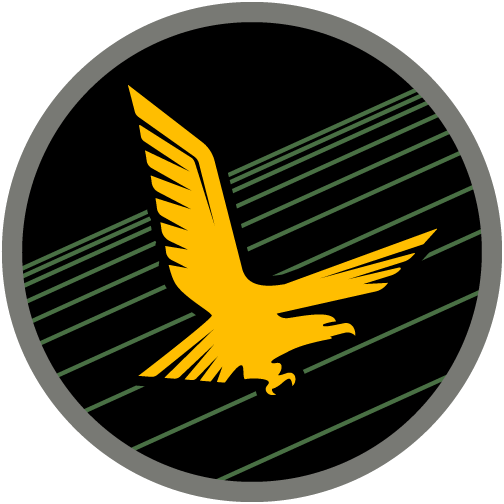
Aktuelles Emblem der 140. Staffel „Golden Eagle“

## Gegenwart

### Infrastruktur
Im nördlichen Bereich des Militärflugplatzes mit seinen beiden Runways sind die drei Staffeln mit F-35I-Kampfjets stationiert. Zwei weitere noch aus der Anfangszeit stammende Bahnen dort sind nicht mehr in Betrieb (siehe Karte). Die südliche Start- und Landebahn mit seinen 3.900 Metern wurde im Jahr 2008 fertiggestellt und war zu diesem Zeitpunkt die längste Runway des Nahen Ostens. Im südlichen Bereich sind hauptsächlich Transportflugzeuge, Tankflugzeuge sowie Aufklärungs- und Überwachungsmaschinen beheimatet.

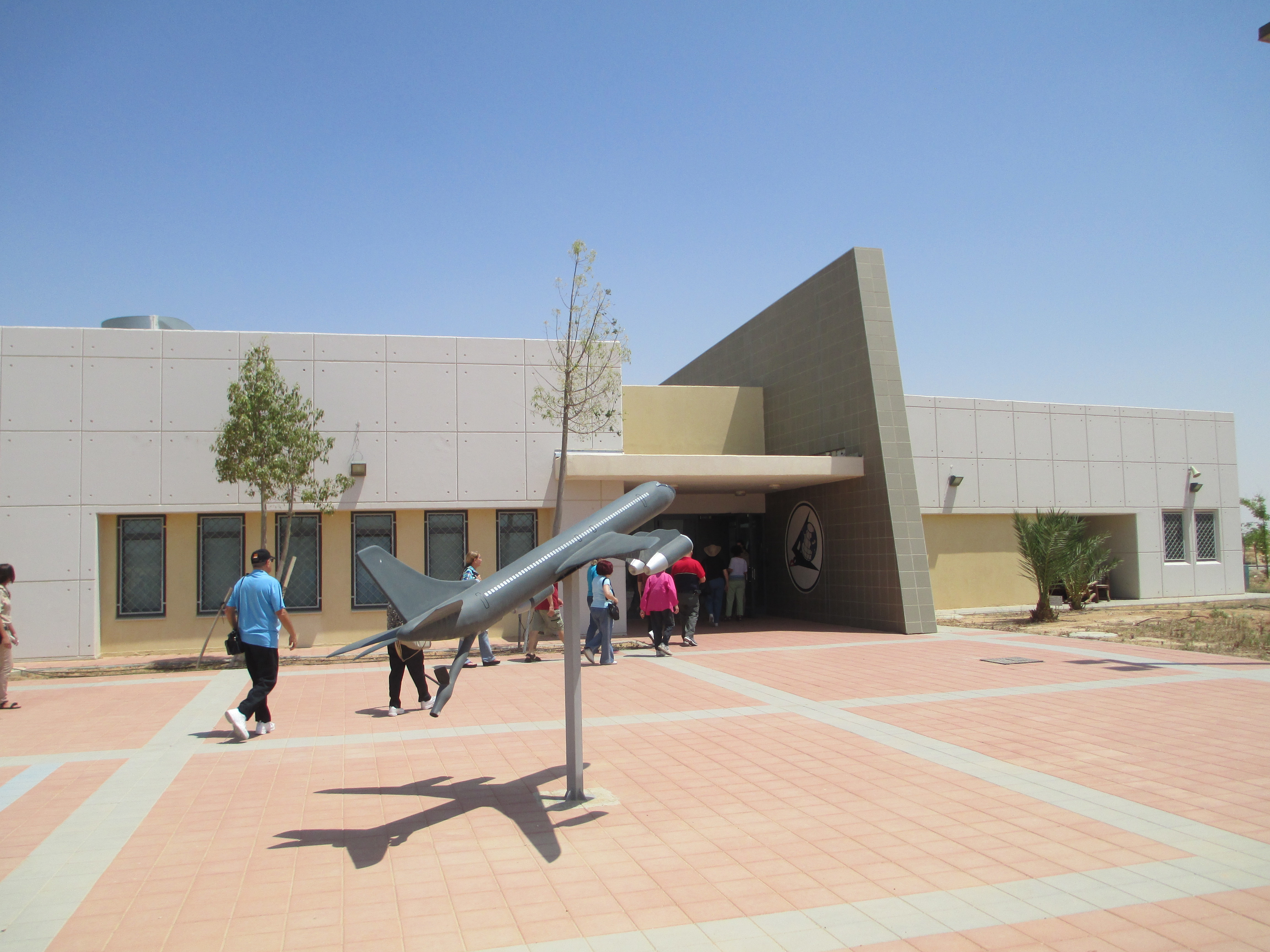
Ein 2010 errichtetes Gebäude für die 120. Staffel „Desert Giants“ mit Boeing 707 Tankflugzeugen
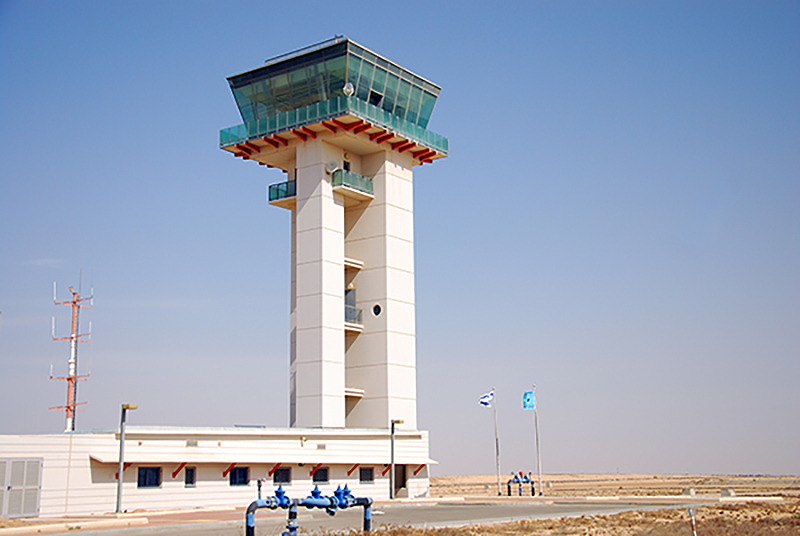
Der Tower an der südlichen Runway (3.900 Meter) der Nevatim Airbase, beides 2008 fertig gestellt
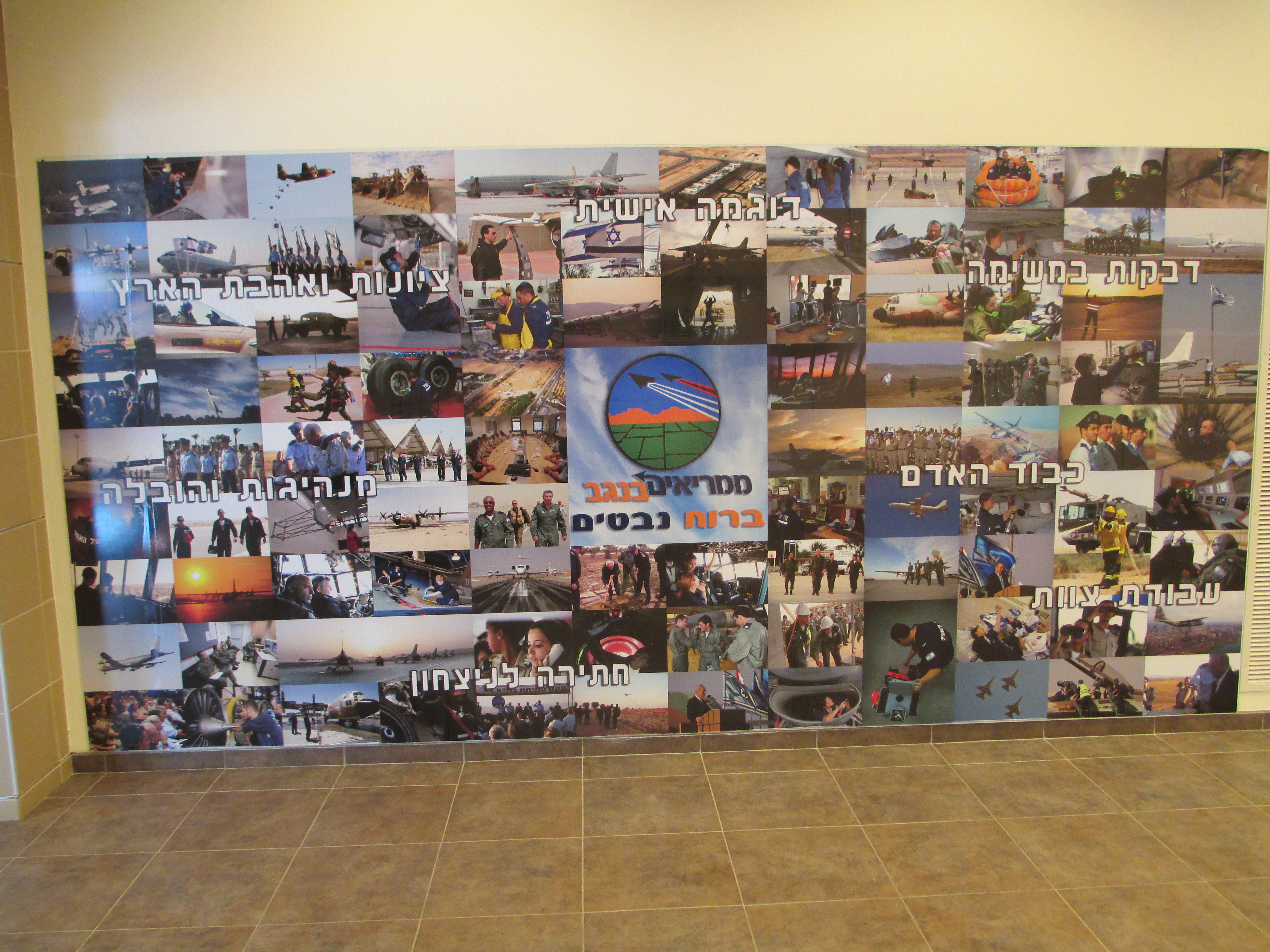
Foto-Impressionen von der Nevatim Airbase im Jahr 2013
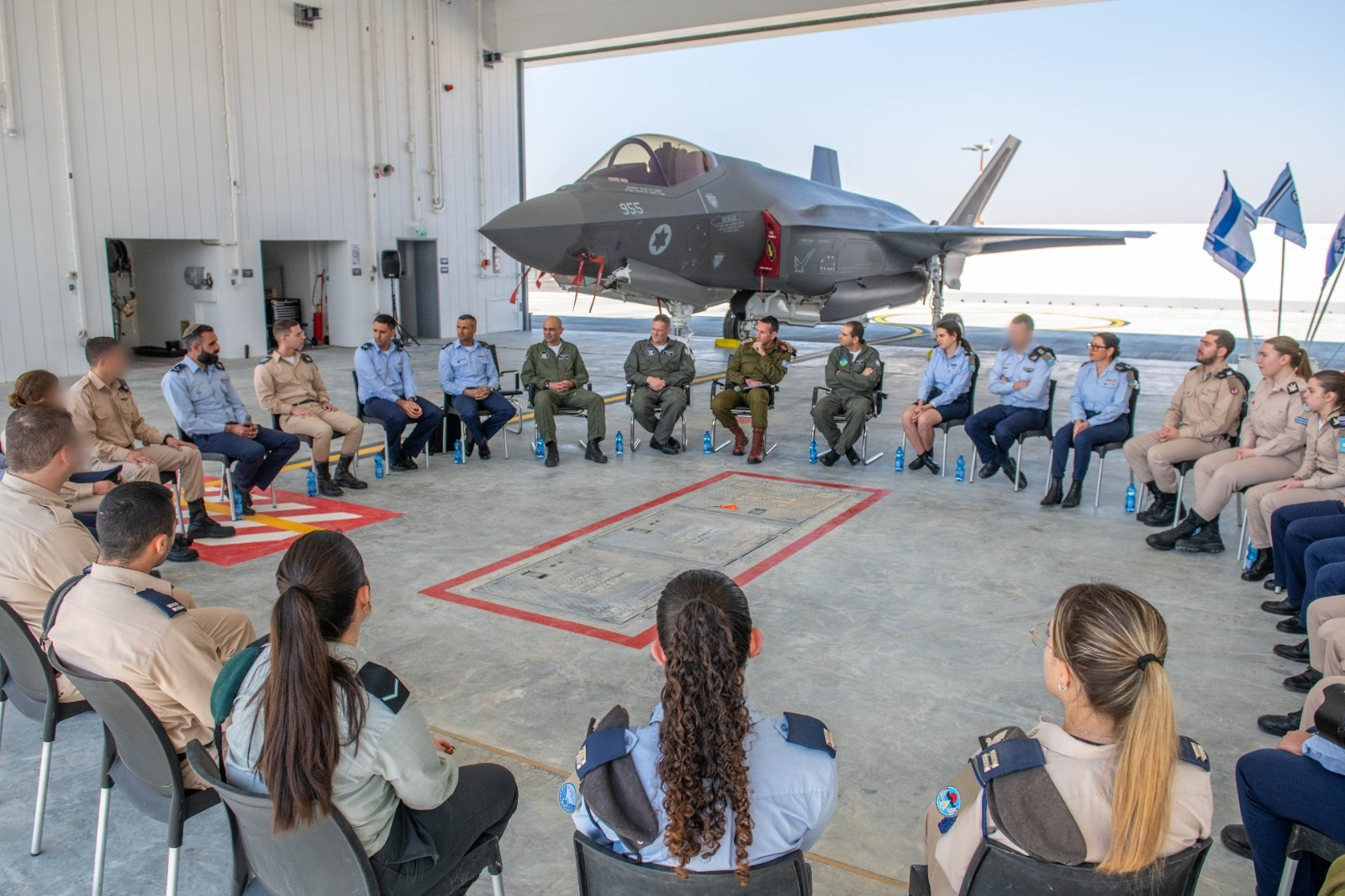
IDF Generalstabschef Herzi Halewi (braune Stiefel) zu Besuch auf der Nevatim Airbase im Februar 2023

### Tarnkappenflugzeuge

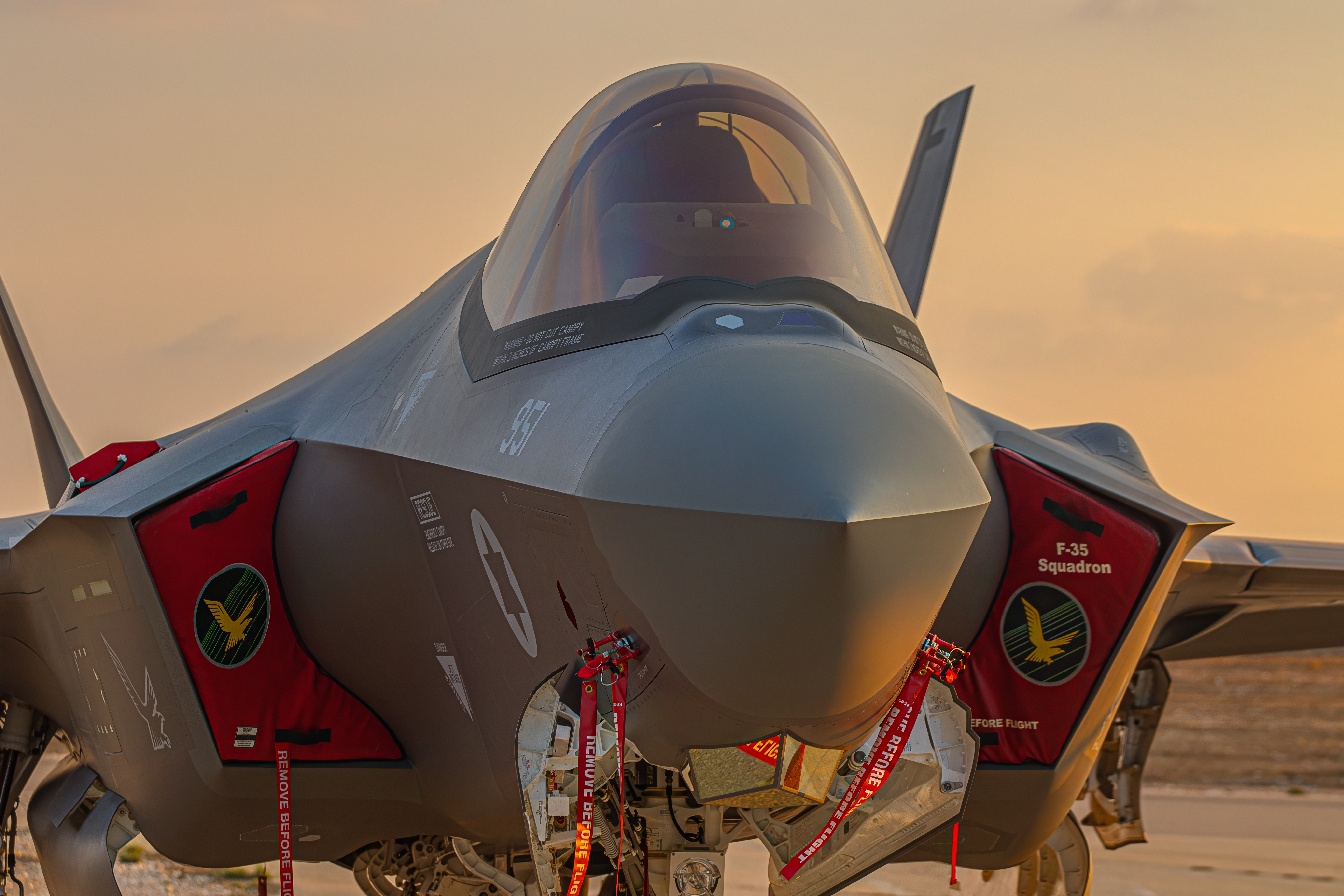
Eine F-35I Adir der 140. Staffel „Golden Eagle“ aus nächster Nähe und von Angesicht zu Angesicht

Seit Dezember 2016 werden auf Nevatim neue Kampfjets vom Typ F-35I Adir (Der Mächtige) stationiert, die Israel vom US-Hersteller-Konsortium um Lockheed Martin kauft und seinen Bedürfnissen entsprechend modifiziert. Es sind bisher insgesamt 75 dieser Tarnkappenjets bestellt worden, die bis Ende der 2020er Jahre ausgeliefert werden sollen. Dies entspricht drei Staffeln, die alle bereits auf Nevatim eingerichtet sind und in dieser Zeit ihre volle Stärke von jeweils 25 Flugzeugen erreichen werden. Hierbei handelt es sich um die 116. Staffel „Lions Of The South“, die 117. Staffel „First Jet“ und die 140. Staffel „Golden Eagle“, die alle schon eine längere Geschichte auf anderen Basen und mit anderen Flugzeugen hinter sich haben.

#### Flugsimulator
Parallel zur Einführung der F-35I wurde auf Nevatim auch ein Flugsimulator installiert, der neue Piloten an das Flugzeug gewöhnen soll, bevor sie das erste Mal im Cockpit sitzen und der erfahrene Piloten mit Kampfsituationen vertraut machen soll, ohne sich selbst in Gefahr zu begeben.

#### Erste Kampfeinsätze

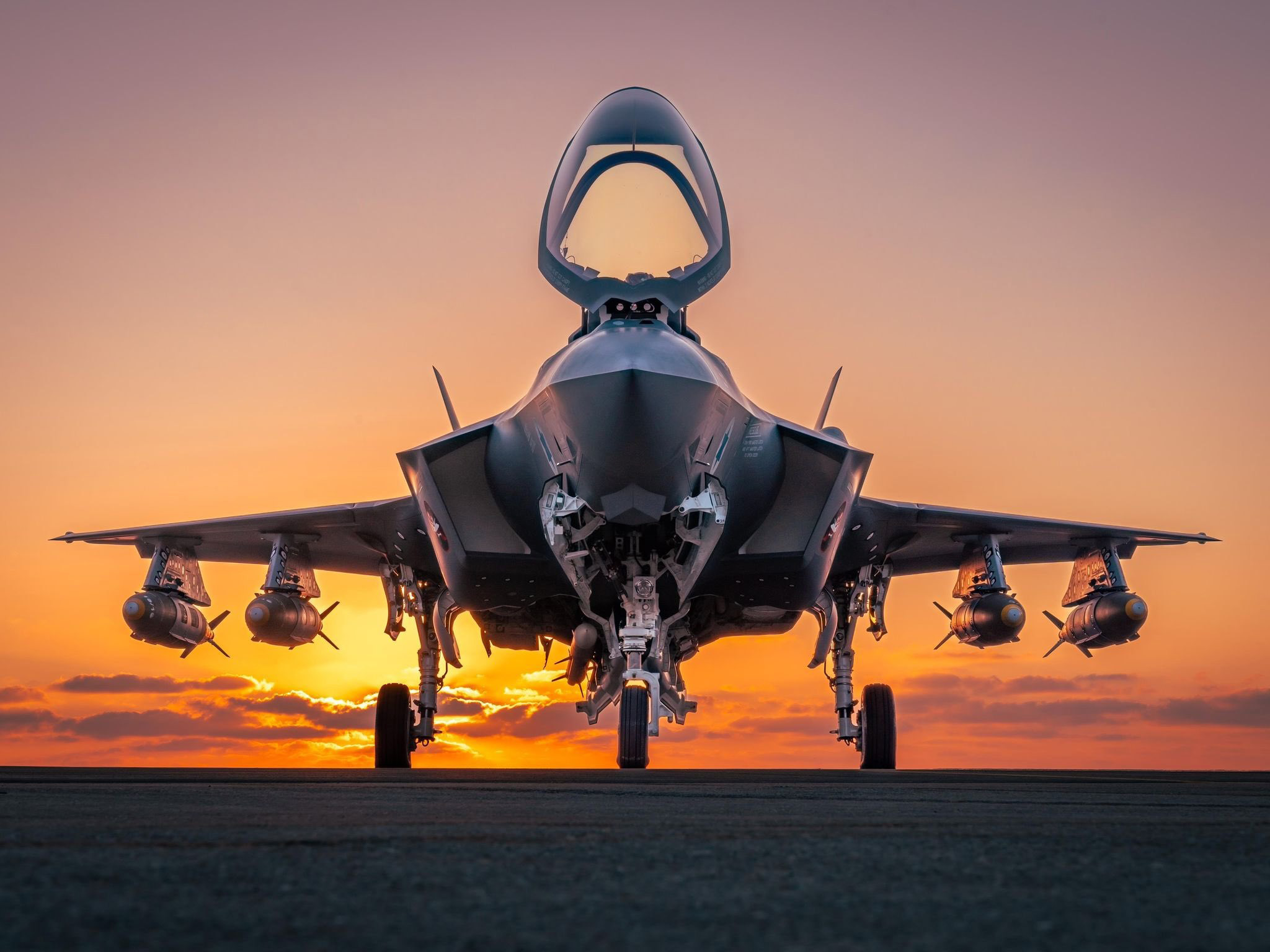
Eine F-35I Adir mit externer Munition

Nach einjähriger Test- und Trainingsphase hatte Israel Anfang Dezember 2017 die ersten acht F-35I der Basis offiziell für einsatzbereit erklärt, und im Mai 2018 wurden laut dem damaligen Kommandeur der IAF, Generalmajor Amikam Norkin, weltweit die ersten scharfen Einsätze mit diesem Flugzeugtyp geflogen, wahrscheinlich gegen pro-iranische Stellungen in Syrien. Im Juli 2019 griffen auf Nevatim stationierte F-35I zweimal iranische Raketendepots an, die sich nördlich und nordöstlich der irakischen Hauptstadt Bagdad befanden.

#### Gaza-Krieg und externe Munition
Im März 2025 bestätigte die IAF, dass sie seit Ausbruch des Gaza-Krieges am 7. Oktober 2023 mit ihren F-35I Adir Tarnkappenjets tausende von Einsätzen in allen Kampfgebieten geflogen sei und dabei auch „externe Munition“ eingesetzt habe. Bei dieser als „Beast Mode“ bekannten Konfiguration befinden sich bis zu vier Bomben oder Raketen an Stationen direkt unter den Flügeln. Normalerweise werden bei der F-35 Waffen intern im Rumpf mitgeführt, sodass die Tarnkappen-Eigenschaften des Jets erhalten bleiben. Bei externer Munition gehen diese verloren, was aber beim Gaza-Konflikt weniger wichtig erscheint, da die Hamas nicht über eine Luftabwehr verfügt.
Sowohl die USAF als auch die IAF entwickeln für ihre F-35 Tarnkappen-Jets externe Zusatztanks, die sich entweder unter den Flügeln befinden und abgeworfen werden können, als auch sogenannte CFTs (Conformal Fuel Tanks), die eng anliegend entlang des Rumpfes angebracht werden. Letztere müssen Tarnkappen-Eigenschaften besitzen, da sie nicht abgeworfen werden können. Die IAF ist ein Pionier bei der Entwicklung von CFTs an ihren F-15 und F-16 Kampfjets.

### Transportflugzeuge
Die 103. Staffel „Elephants“ wurde bereits während des Palästinakrieges im Juli 1948 auf dem Militärflugplatz Ramat David gegründet und flog von da an unterschiedliche Transportmaschinen auf mehreren Basen. Im Jahr 2008 zog sie schließlich mit ihren C-130H Hercules Karnaf vom ehemaligen Militärflugplatz Lod (militärischer Teil des Flughafens Ben Gurion) zur Nevatim Airbase um. 2014 erhielt die Staffel die verbesserte C-130J-30 Super Hercules Shimshon, die sie bis heute fliegt.
Die 131. Staffel „Knights Of The Yellow Bird“ wurde im Oktober 1973 während des Jom-Kippur-Krieges auf dem ehemaligen Militärflugplatz Lod (Flughafen Ben Gurion) ins Leben gerufen und flog von Anfang an die C-130E/H Hercules Karnaf. 2008 zog die 131. Staffel schließlich mit ihren verbliebenen C-130H zusammen mit der 103. Staffel auf die Nevatim Airbase um. Nach dem Abzug der Staffel 103, 131, 120 und 122 (siehe darunter), wurde die Lod Airbase geschlossen und Ben Gurion nun zum rein zivilen Flughafen.

### Tankflugzeuge
Die 120. Staffel „Desert Giants“ (ehemals „The International Squadron“ auf der Lod Airbase) besteht aus Boeing 707 Re'em Tankflugzeugen, die noch aus den 1970er Jahren stammen und ab 2008 auf Nevatim stationiert waren. Sie werden in den kommenden Jahren durch neuere Maschinen des Typs KC-46A Pegasus ersetzt. Israel unterschrieb dazu Anfang 2021 bei Boeing einen Vorvertag für zunächst zwei Tankflugzeuge, mittelfristig sind bis zu acht Exemplare geplant, die etwa ab 2025 ausgeliefert werden sollen. Im November 2024 wurde bekannt, dass Boeing die Produktion des ersten von vier Tankflugzeugen für Israel begonnen hat und eine Option über 8 weitere besteht. Außerdem sollen für alle Pegasus-Tanker neue große Hangars auf Nevatim errichtet werden.

### Aufklärungsflugzeuge
Die seit 1971 bestehende 122. Staffel „Nachshon“ betreibt auf Nevatim seit 2009 mehrere Gulfstream Jets in unterschiedlichen Konfigurationen: drei Maschinen des Typs GV SEMA Shavit seit 2005, fünf Maschinen des Typs G550 CAEW Eitam seit 2008 und seit 2021 die G550 ELINT/COMINT Oron, alle für diverse Aufgaben, wie elektronische Aufklärung und Überwachung, Frühwarnung, Fotoaufklärung etc. auch für die israelische Marine. Die Anschaffung weiterer Maschinen des neuesten Typs Oron ist geplant.

### Israeli Air Force One
Die Nevatim Airbase ist auch Heimatbasis der sogenannten Israeli Air Force One, einer umgebauten Boeing 767 für Dienstreisen des israelischen Präsidenten oder des Premierministers. Sie trägt offiziell den Namen Wing of Zion, wird von der IAF betrieben und hat auf Nevatim einen eigenen Hangar (siehe Karte). Die Anschaffung und der Unterhalt dieser Maschine sind in Israel sehr umstritten, was dazu geführt hatte, dass sie noch vor Inbetriebnahme im Jahr 2022 erst einmal stillgelegt wurde. Nachdem Benjamin Netanjahu Ende 2022 erneut zum Ministerpräsidenten gewählt worden war, wurde die Wing of Zion im Laufe des Jahres 2023 endgültig in Betrieb genommen und machte 2024 ihren ersten Staatsbesuch.

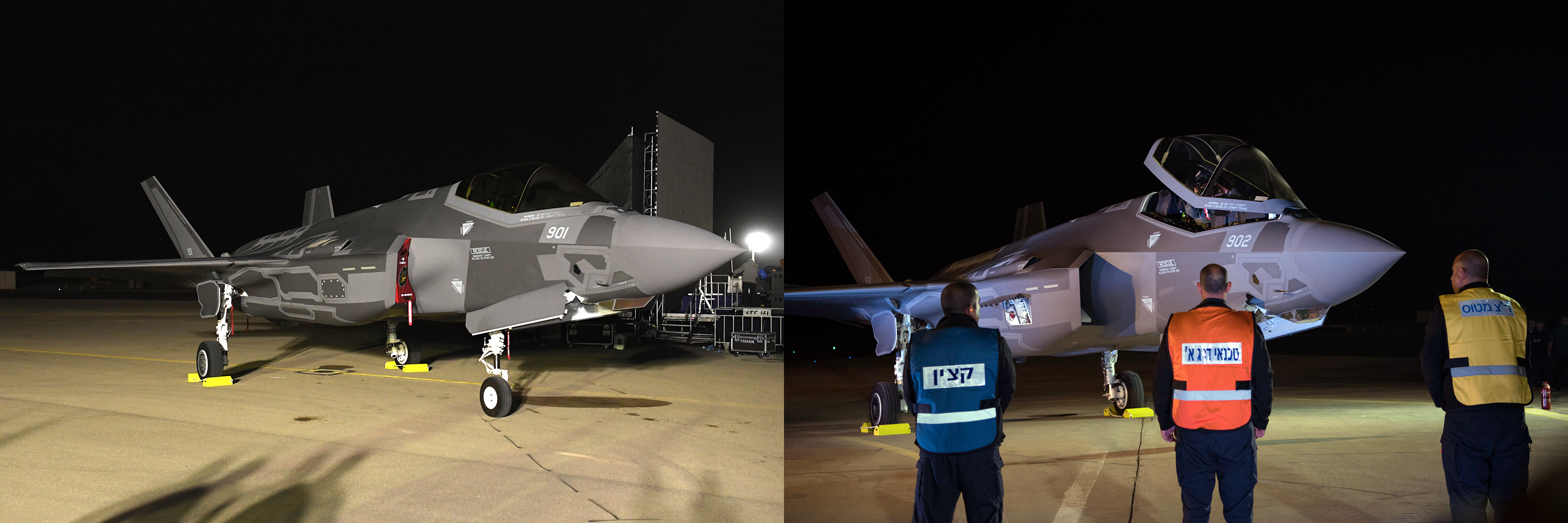
Die ersten beiden F-35I Adir (Nr. 901 und Nr. 902) landeten am Abend des 12. Dezember 2016 auf Nevatim
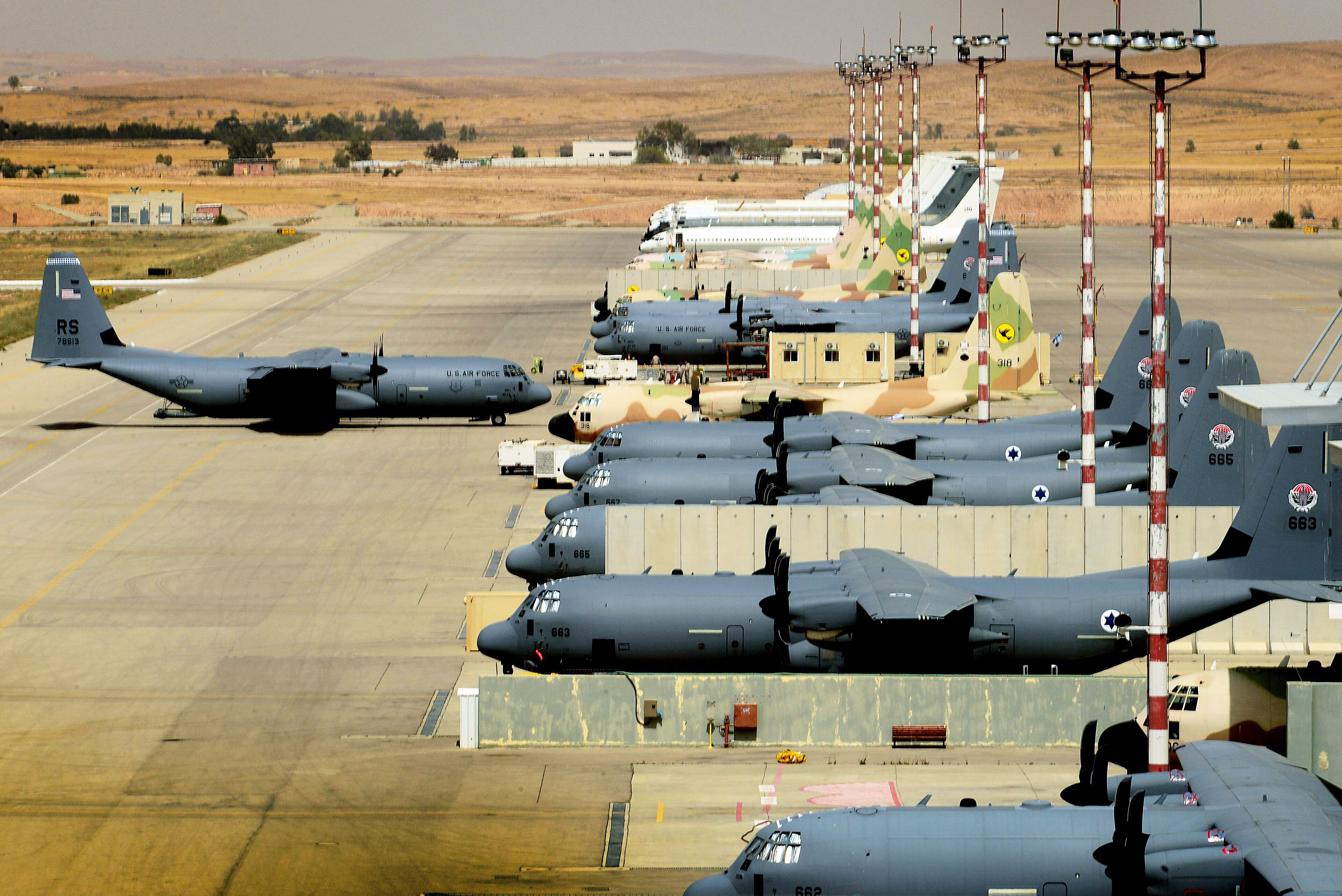
C-130J (grau), C-130H (beige) und Boeing 707 Tanker (weiß) 2017 nahe der südlichen Startbahn auf Nevatim
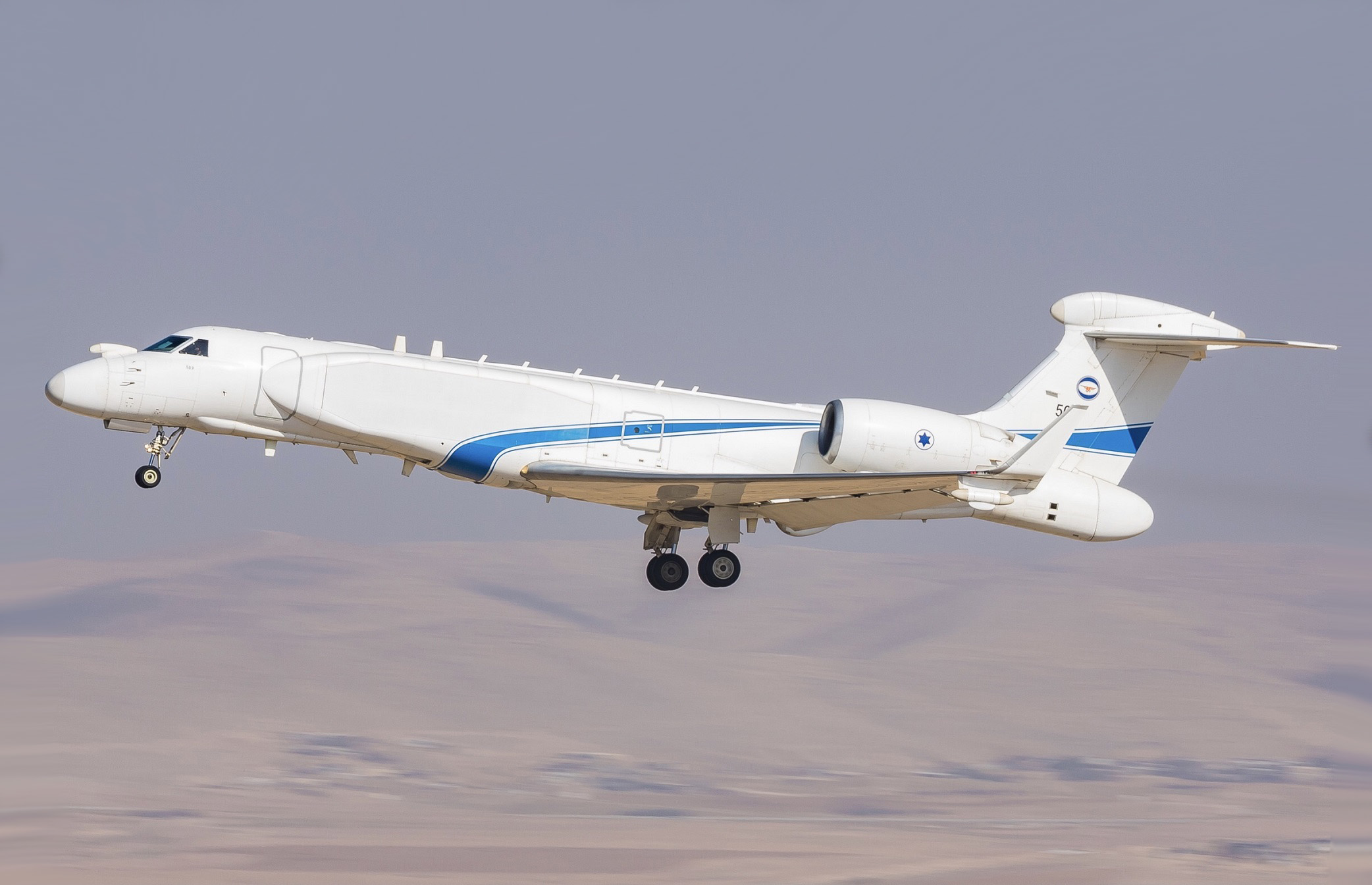
Eine G550 CAEW Eitam im November 2020 bei einer Übung der IAF mit der Nationalgarde Zyperns
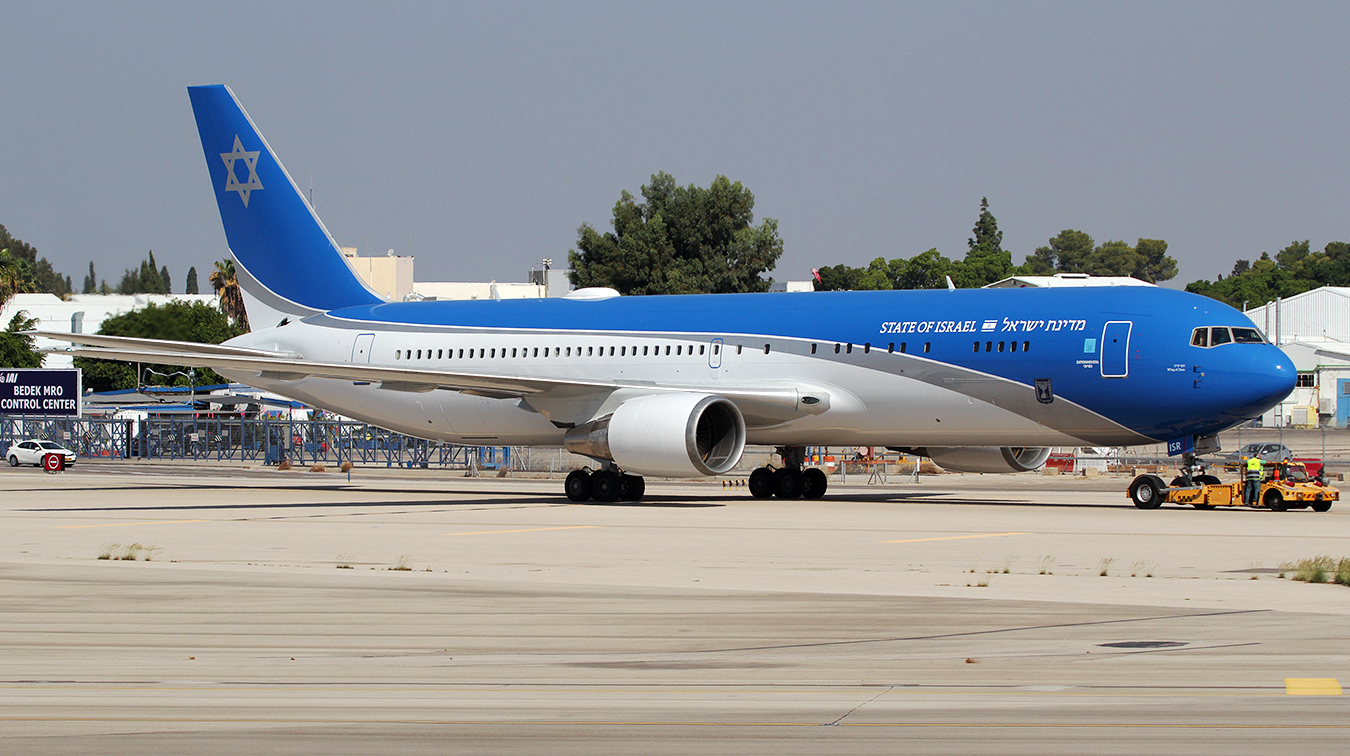
Die Wing of Zion, bzw. Israeli Air Force One, eine umgebaute Boeing 767, hat auf Nevatim ihren Hangar

### Nuklearwaffen
Schon bevor die US Air Force Anfang März 2024 bekannt gegeben hatte, dass ihre F-35-Tarnkappenjets für den Einsatz von B61-12-Atombomben zertifiziert sind, wurde darüber spekuliert, ob auch die israelischen F-35I Adir auf Nevatim in der Lage sind, israelische Atomwaffen zu transportieren und abzuwerfen. Auf dem nur 30 Kilometer westlich liegenden Militärflugplatz Chazerim gibt es vermutlich für die Lagerung von Nuklearwaffen einen besonders gesicherten Bereich, der auf Satellitenbildern gut zu erkennen ist (Lage). Mit diesen Waffen könnten im Ernstfall die dortigen F-15I Ra'am und F-16I Sufa Kampfflugzeuge bestückt werden, wie das Bulletin of the Atomic Scientists vermutet.

### Raketenangriffe des Iran
In der Nacht vom 13. auf den 14. April 2024 griff der Iran Israel mit Drohnen, Marschflugkörpern und mehr als 120 ballistischen Raketen an, von denen die meisten abgefangen wurden. Die Militärbasis Nevatim war dabei ein primäres Ziel, da die Kampfflugzeuge für einen vorausgegangenen israelischen Luftangriff auf ein iranisches Konsulatsgebäude in Damaskus von dort gestartet sein sollen. Beim Angriff wurden ein Rollweg, ein leeres Lagerhaus oder zwei leere Hangars und eine Lockheed C-130 beschädigt.
Am 1. Oktober 2024 griff Iran erneut Israel mit Raketen an. Einige der iranischen Raketen durchdrangen den Raketenschutzschirm; so wurde der Militärflugplatz Nevatim von mindestens einem Dutzend Raketen getroffen. Satellitenbilder nach dem Angriff zeigten geringe Schäden an der Infrastruktur, vor allem im südlichen Bereich. Laut IAF sollen aber keine Flugzeuge getroffen oder beschädigt worden sein und auch keine Menschen zu Schaden gekommen. Die zu diesem Zeitpunkt fortdauernden Einsätze gegen die Hamas im Gazastreifen und die Hisbollah im Libanon seien dadurch in keiner Weise eingeschränkt.

## Internationaler Flughafen
Da der internationale Flughafen Ben Gurion bei Tel Aviv-Jaffa seit langem an seine Kapazitätsgrenzen stößt, gibt es schon seit Jahrzehnten Überlegungen, einen der Militärflugplätze Israels ganz oder teilweise in einen zivilen Flughafen umzuwandeln oder entsprechend zu erweitern. Neben einer kompletten Umwandlung des Militärflugplatzes Ramat David im Norden Israels ist eine duale Nutzung des Militärflugplatzes Nevatim dafür im Gespräch, da man ihn ohne größere Probleme erweitern könnte, weil er rundum von Wüste umgeben ist. Auch die Nähe zur wachsenden Großstadt Beʾer Scheva (etwa 15 km) spräche dafür. Die IAF ist entschieden gegen den zweiten Vorschlag, da ihrer Ansicht nach die militärischen Flugbewegungen auf Nevatim dadurch zu sehr eingeschränkt würden.
Ende Januar 2025 beschloss die Knesset, bis Ende des Jahres einen Plan ausarbeiten zu lassen, wie ein internationaler Verkehrsflughafen in Nevatim eingerichtet werden könnte. Das bedeutet noch nicht, dass er auch gebaut wird, aber es sollen zunächst einmal alle Möglichkeiten untersucht werden, wie und wo ein Flughafen dort entstehen kann. Die Entwicklung ab dem 7. Oktober 2023 hat aber auch gezeigt, wie intensiv die IAF die Nevatim Airbase nutzt, um all ihre Aufgaben zu erfüllen, wie die intensiven Einsätze im Gazastreifen und Westjordanland, im Libanon und Syrien, die Langstrecken-Vergeltungsschläge im Iran und gegen die Huthis im Jemen. Sollte es zu einem dualen Flughafen Nevatim kommen, werden die Einsätze von dort aus so nicht mehr möglich sein.
Nachdem die IAF wiederholt Einspruch dagegen erhoben hat, dass Nevatim zukünftig auch zivil genutzt wird, soll Ministerpräsident Benjamin Netanjahu nun entschieden haben, wo der neue Flughafen gebaut wird: im Bereich des historischen Ortes Ziklag (Lage), etwa 15 Kilometer nordwestlich von Beʾer Scheva. Im Juli 2025 hat der Nationale Planungs- und Baurat Israels dann eine Prüfung der Förderung von Plänen für zwei internationale Flughäfen in Ramat David und Ziklag genehmigt, mit Umweltanpassungen, einer Überprüfung von Sicherheitsaspekten und dem Umgang mit bestehenden baulichen Einschränkungen.

## Einheiten
- 103. Staffel „Elephants“ – C-130J-30 Super Hercules Shimshon Transportflugzeuge[29][55]
- 116. Staffel „Lions Of The South“ – F-35I Adir Tarnkappen-Kampfflugzeuge seit November 2019[9][17]
- 117. Staffel „First Jet“ – F-35I Adir Tarnkappen-Kampfflugzeuge seit Juli 2021[10][11]
- 120. Staffel „Desert Giants“ – Boeing 707 Re'em Tankflugzeuge, werden durch Boeing KC-46 ersetzt[31][32][33][34]
- 122. Staffel „Nachshon“ – Gulfstream V SEMA ⃰ Shavit & G550 CAEW ⃰ Eitam & G550 ELINT/COMINT ⃰ Oron[36][37][38][39]
- 131. Staffel „Knights Of The Yellow Bird“ – C-130H Hercules Karnaf Transportflugzeuge[30]
- 140. Staffel „Golden Eagle“ – F-35I Adir Tarnkappen-Kampfflugzeuge seit Dezember 2016[12]
- Betrieb der Wing of Zion mit einem eigenen Hangar, auch genannt Israeli Air Force One[40]
- Einheit 5700 (YAC) – Forward Landing Unit der IAF (Spezialeinheit, seit 2009 auf Nevatim)[56][57][58]
- Defender Of The Negev – Kompanie des Netzach-Jehuda-Bataillons zur Verteidigung des Stützpunktes[59]

⃰ SEMA = Special Electronic Mission Aircraft, CAEW = Conformal Airborne Early Warning, ELINT = Electronic Intelligence, COMINT = Communication Intelligence

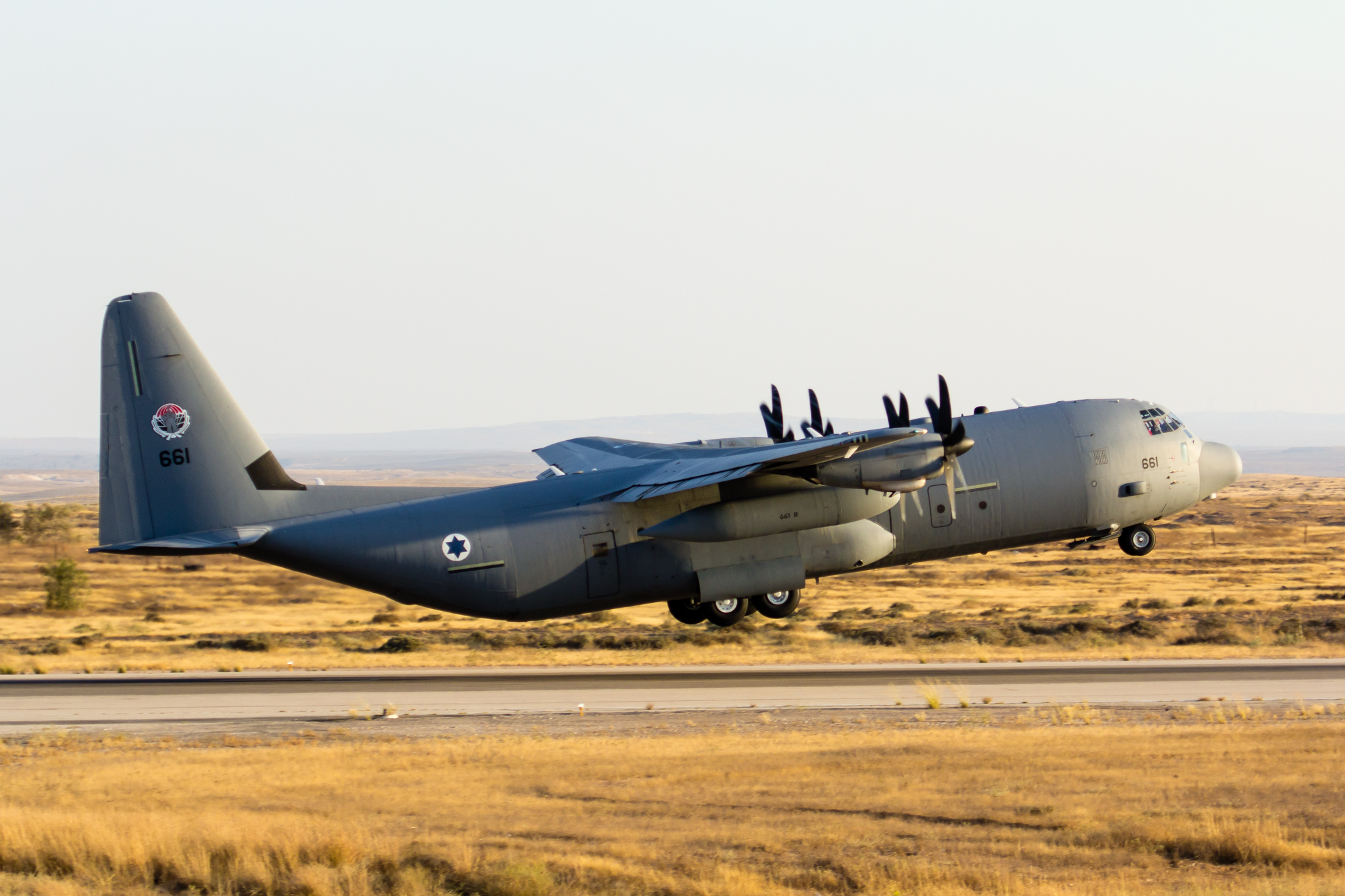
C-130J-30 Super Hercules Shimshon der 103. Staffel „Elephants“ (siehe Heck) auf Chazerim im Juni 2015
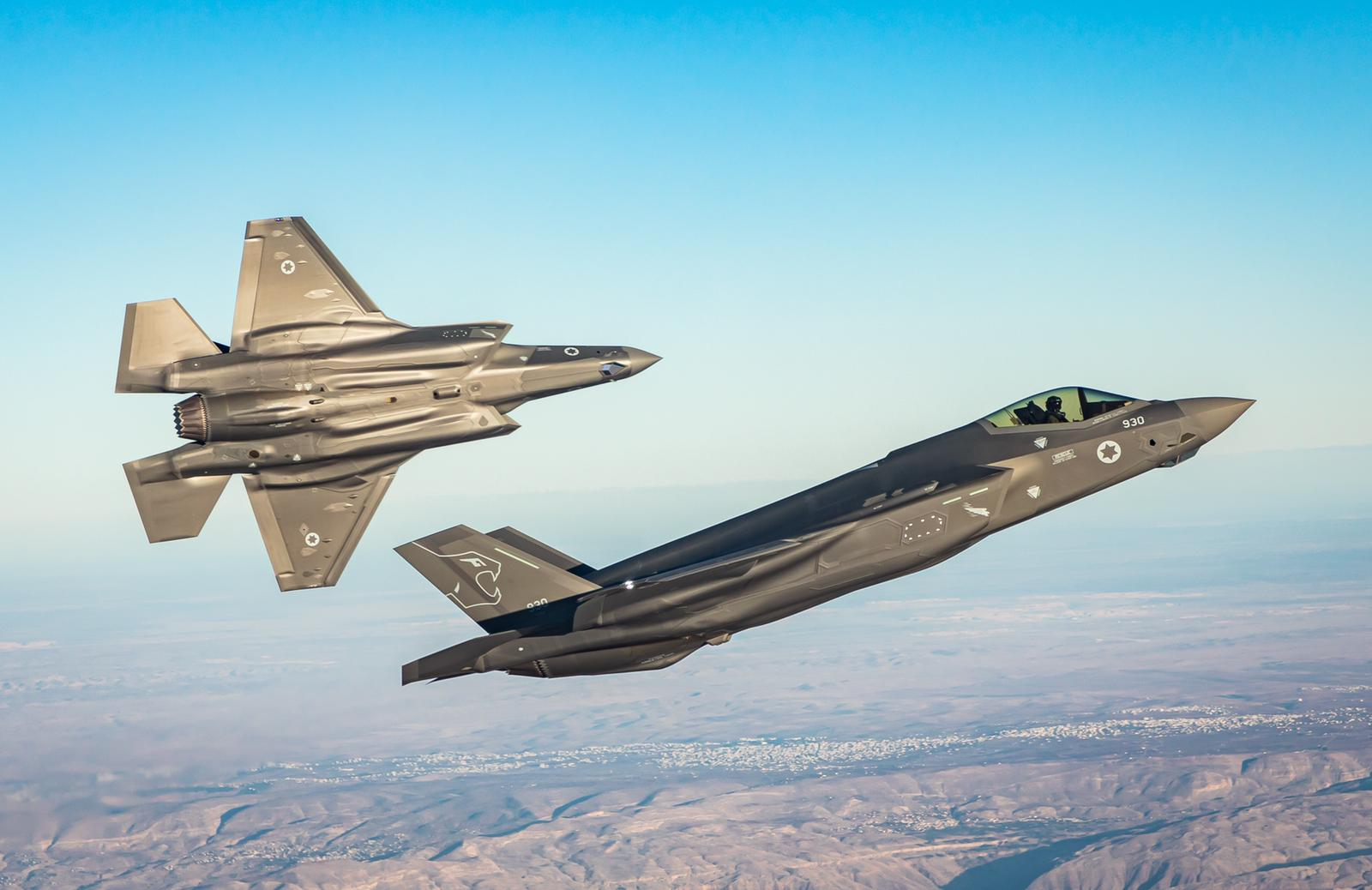
Zwei F-35I Adir der 116. Staffel „Lions Of The South“ (Löwen-Symbol am Heck) aus Nevatim im Januar 2020
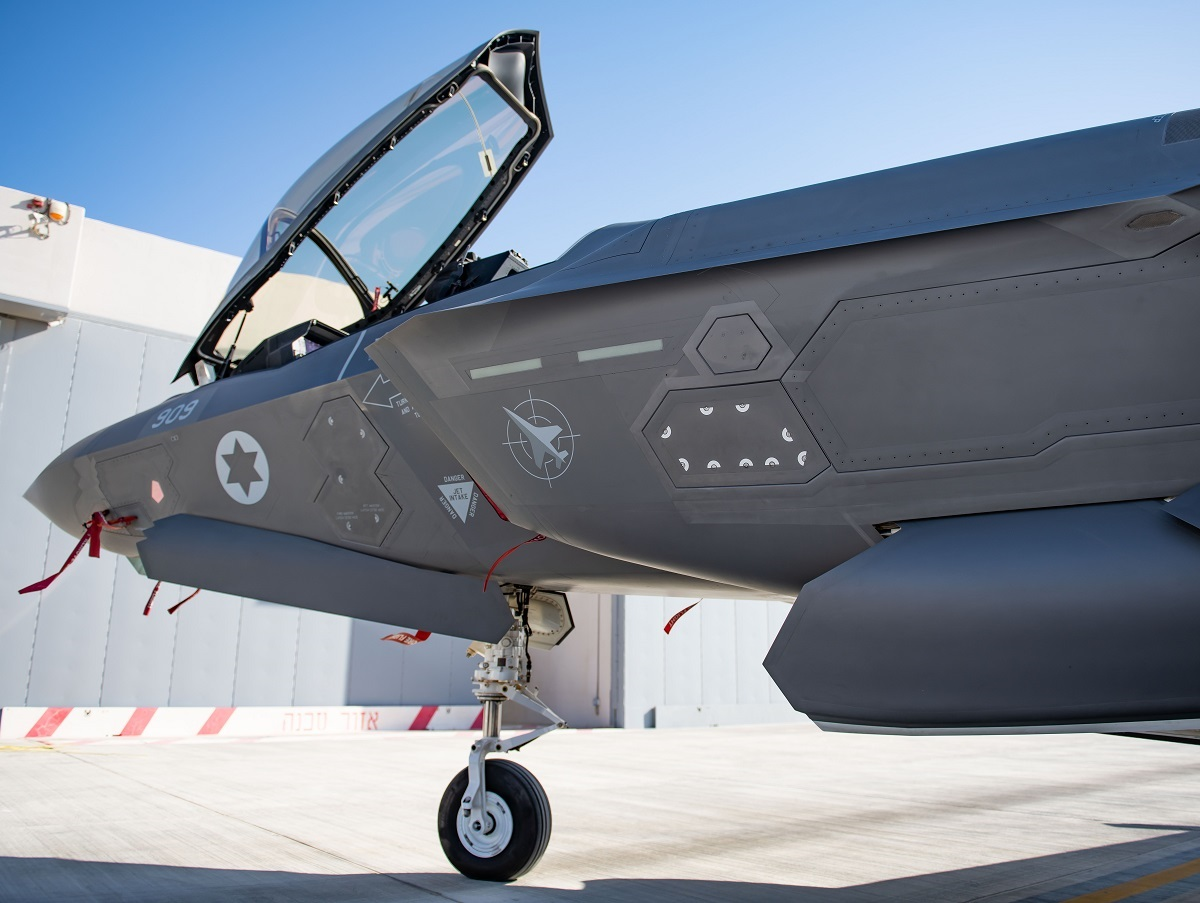
Eine F-35I Adir der 117. Staffel „First Jet“ (Jet-im-Fadenkreuz-Symbol) bei der Reaktivierung am 1. Juli 2021
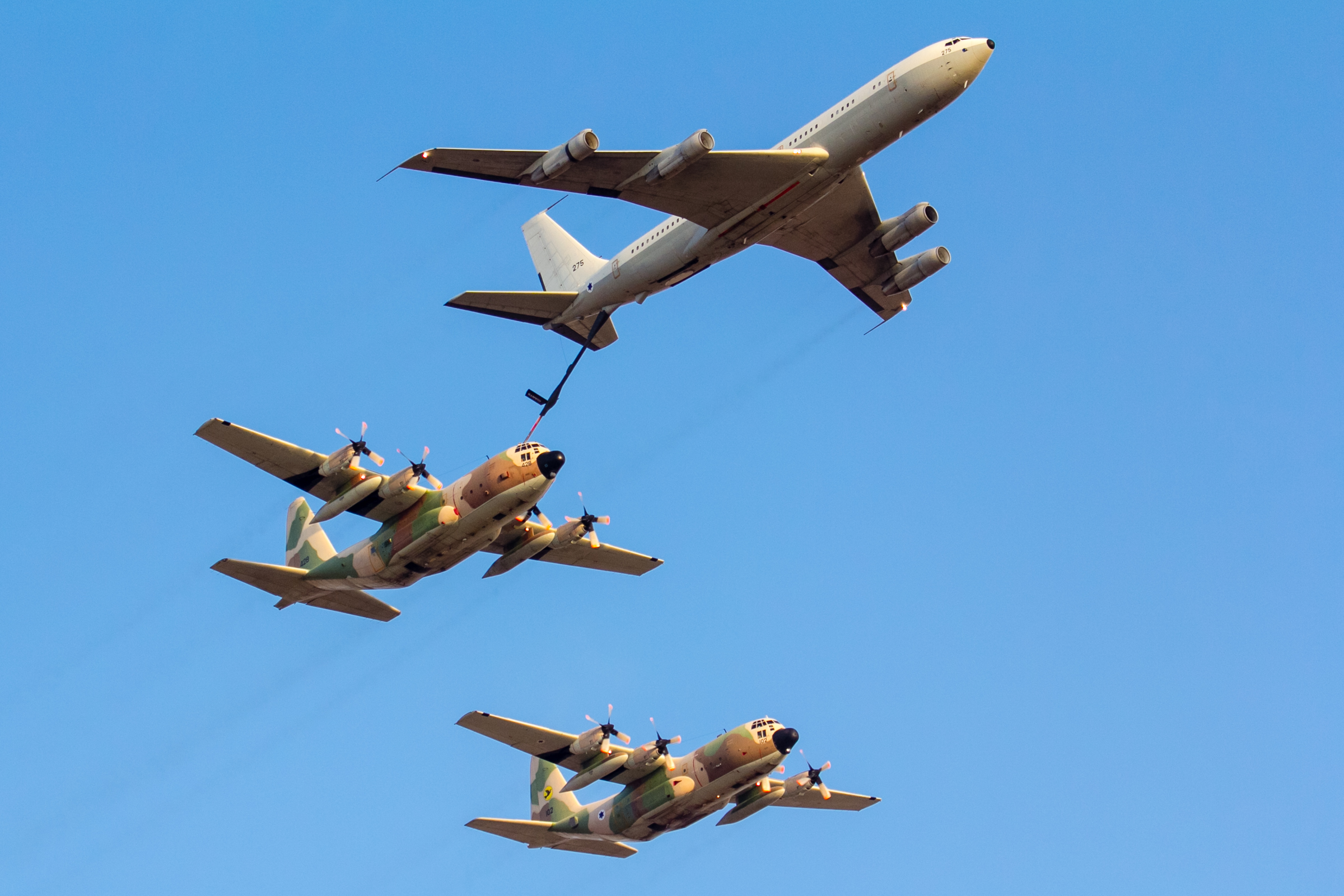
Eine Boeing 707 Re'em betankt eine C-130H Hercules Karnaf, 120. und 131. Staffel im Juni 2016
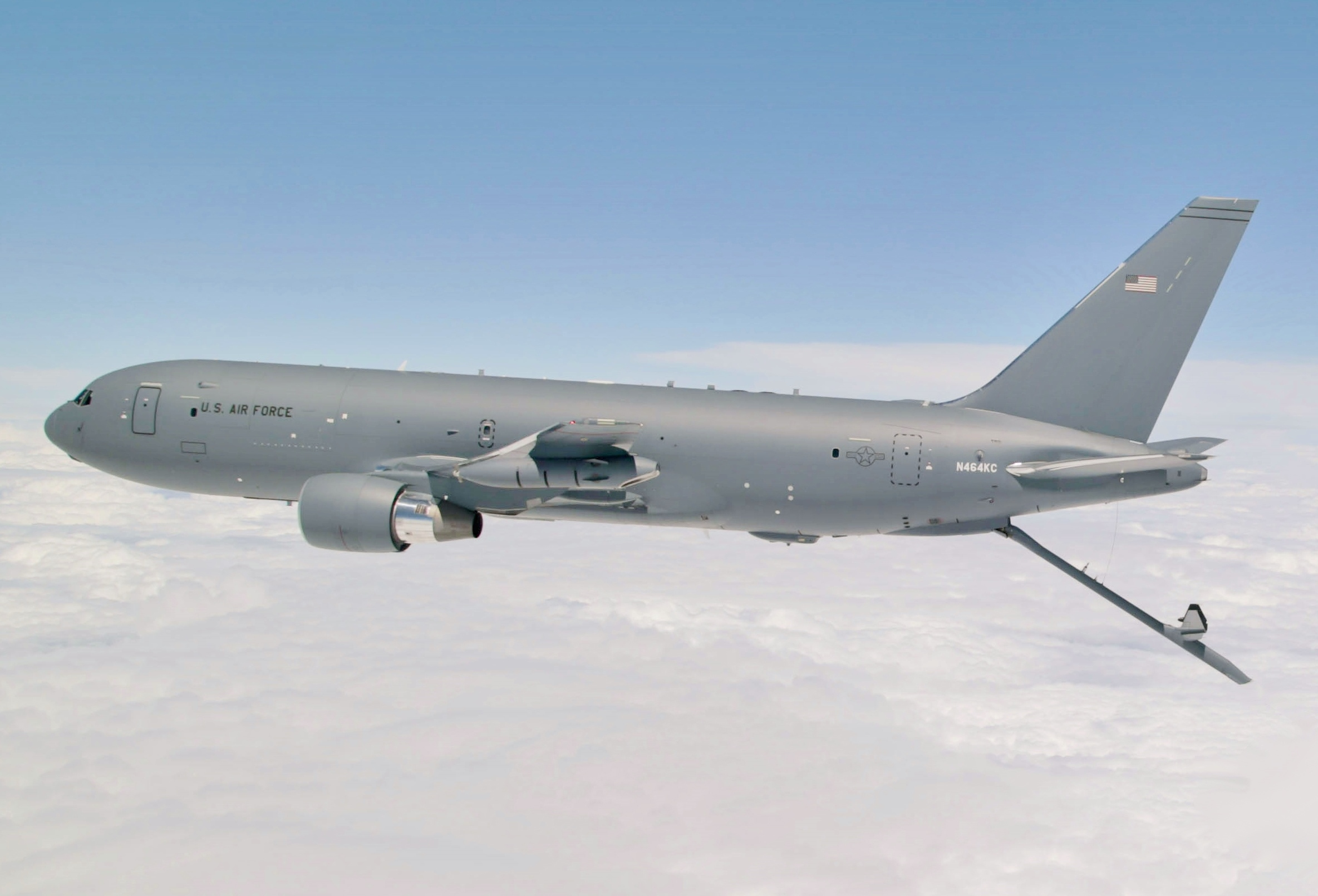
Boeing KC-46 Pegasus Tanker werden die älteren Boeing 707 auf Nevatim zukünftig ersetzen
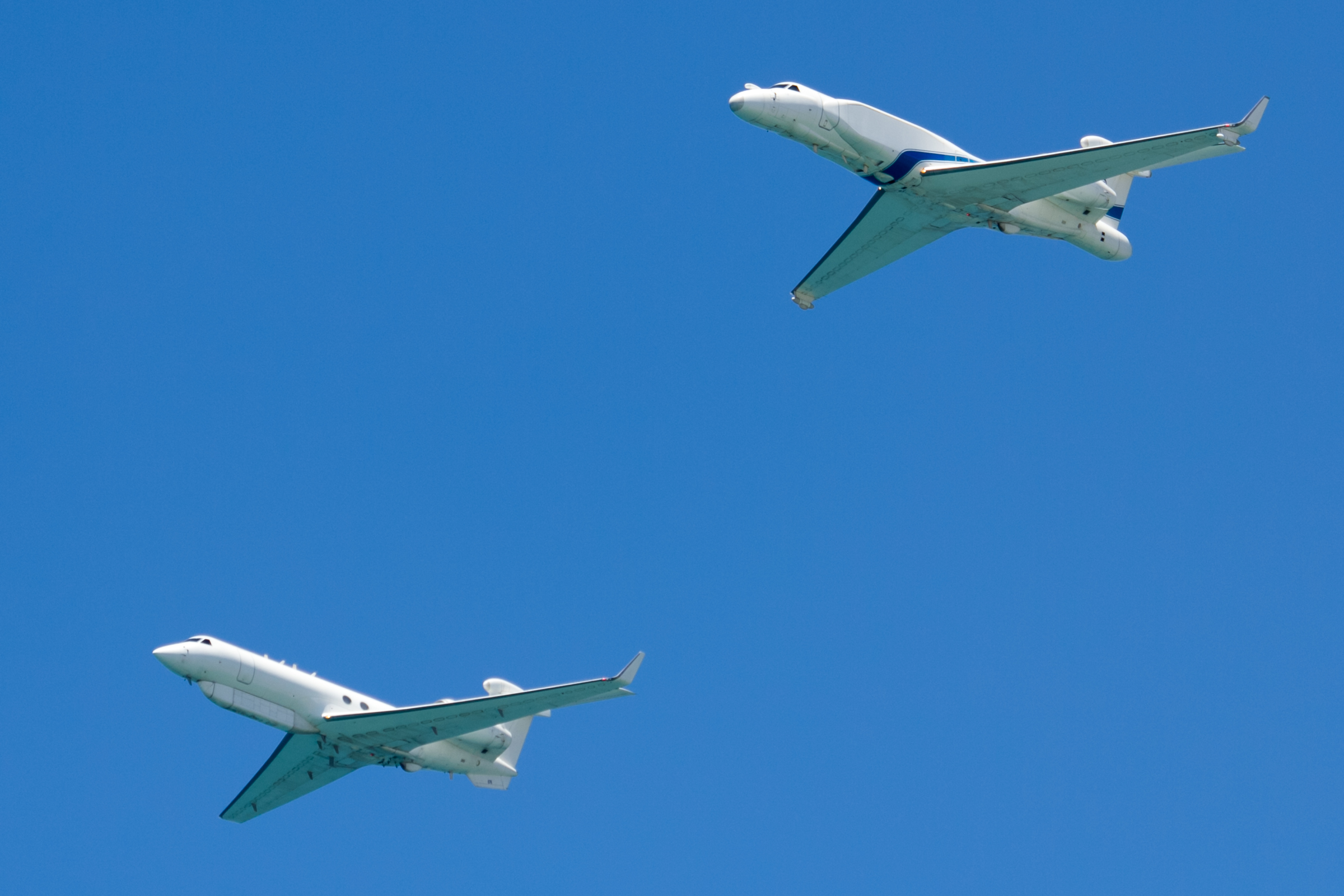
Eine GV SEMA Shavit (links unten) und eine G550 CAEW Eitam der 122. Staffel „Nachshon“ im Mai 2016
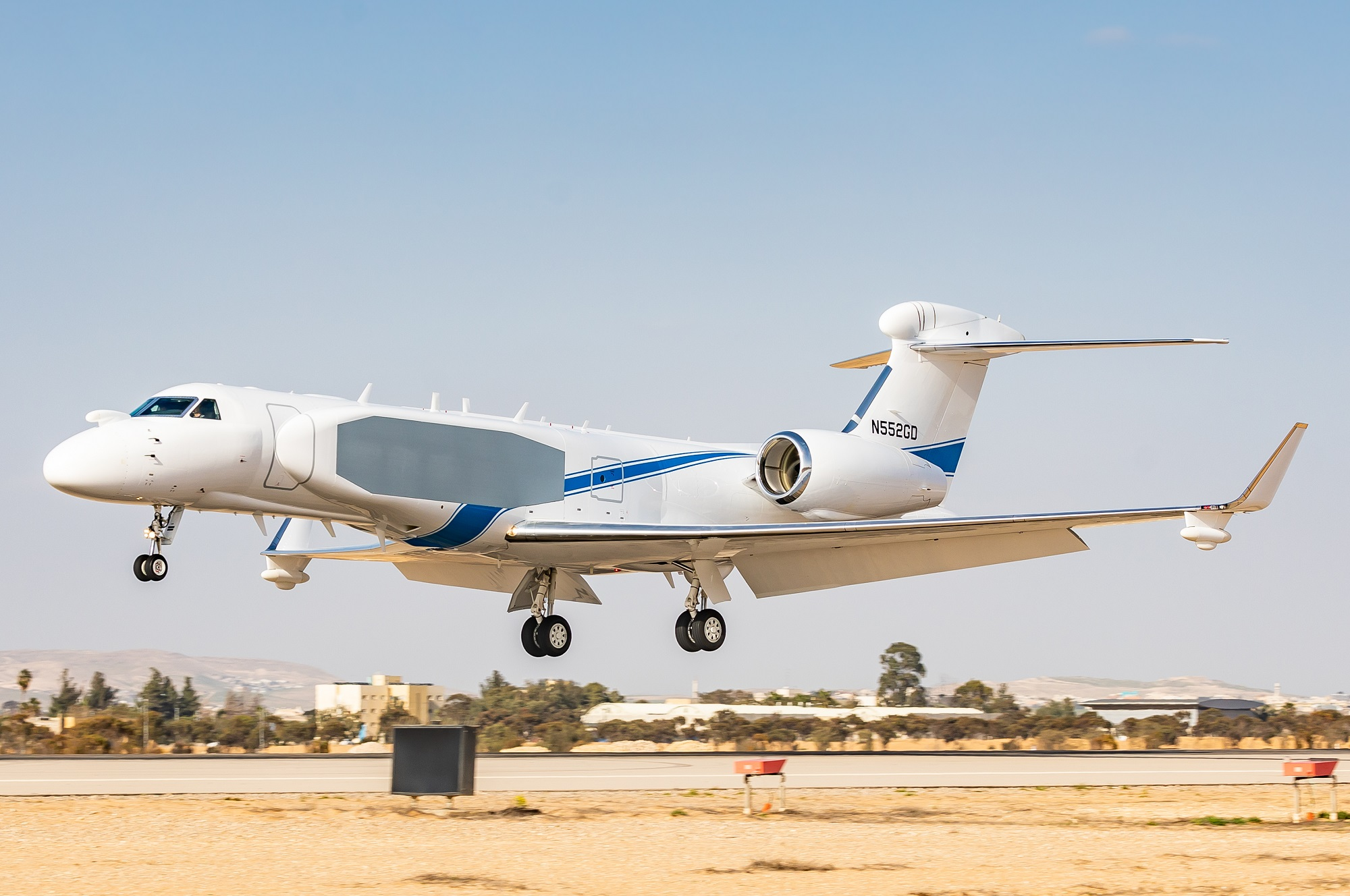
Eine neue G550 ELINT/COMINT Oron für die 122. Staffel trifft im April 2021 auf der Nevatim Airbase ein
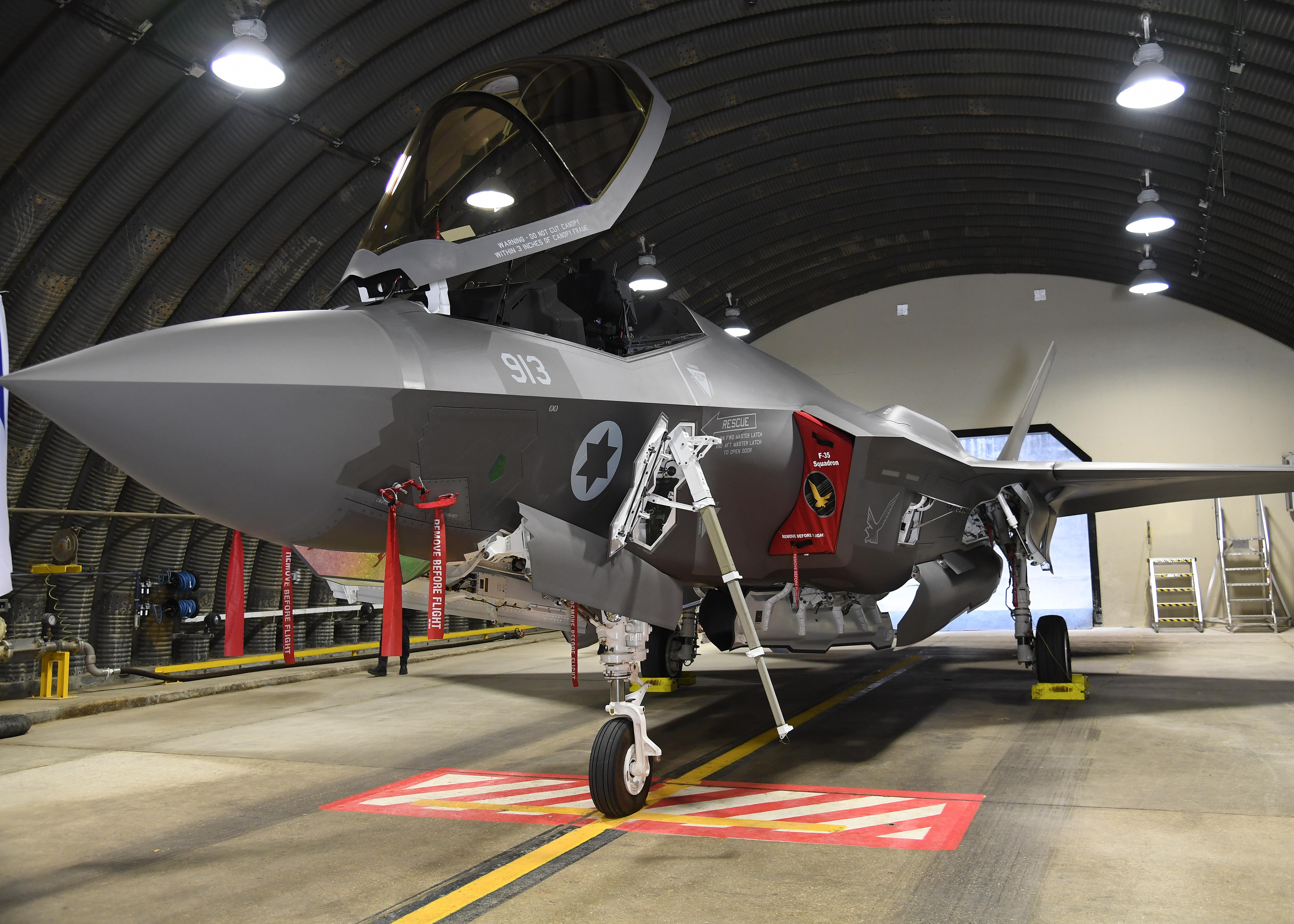
Eine F-35I Adir der 140. Staffel „Golden Eagle“ (Adler-Symbol) in ihrem Unterstand auf Nevatim

Hinweis: Flugzeuge der IAF lassen sich meist über die Symbole am Heck oder den Lufteinlässen ihrer jeweiligen Staffel zuordnen.

## Zwischenfälle

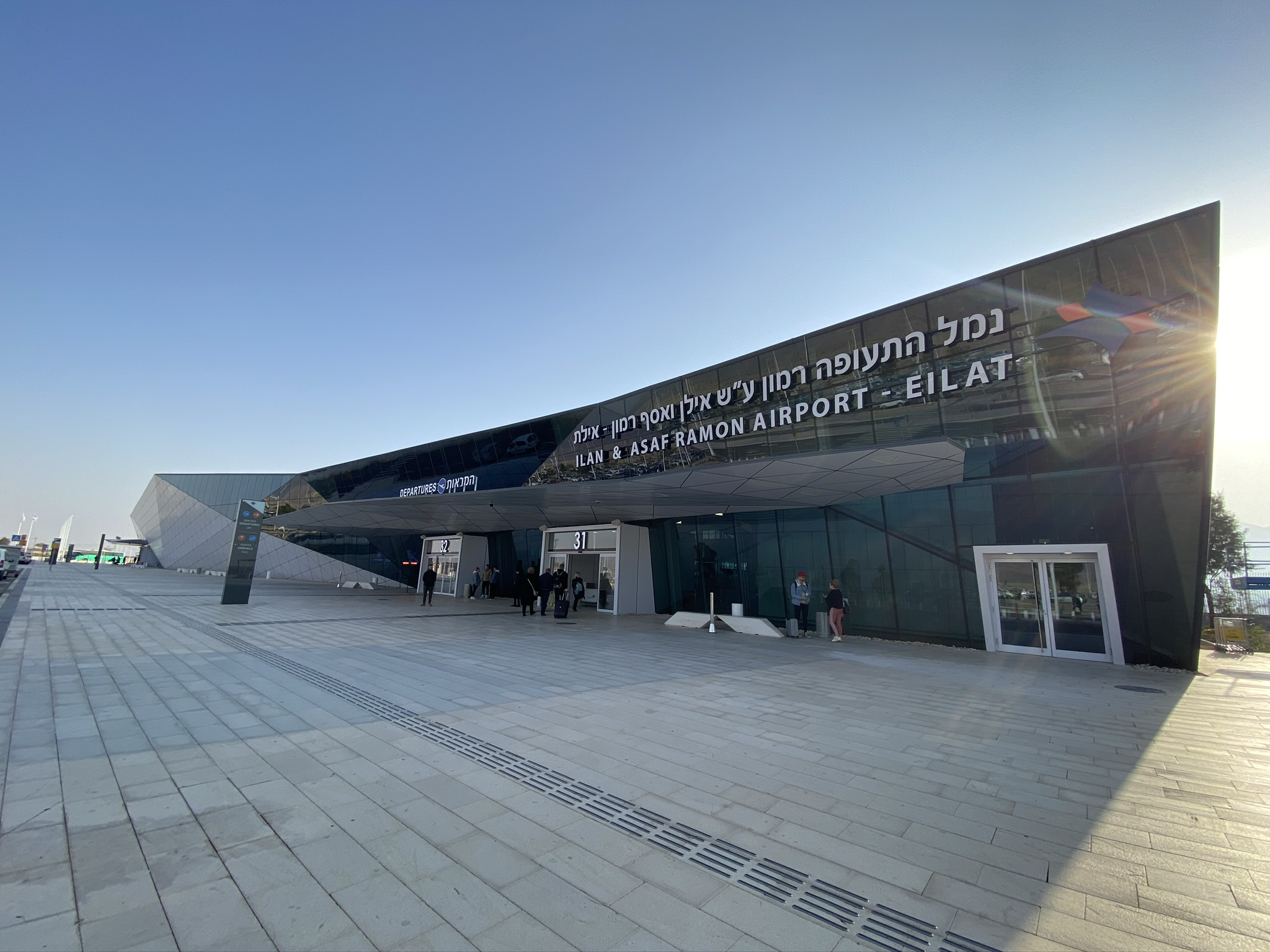
Ilan & Asaf Ramon International Airport nördlich von Eilat

- Im Mai 1983 kollidierten eine A-4 Skyhawk Ayit der 116. Staffel „Lions Of The South“ von Nevatim und eine F-15D Eagle Baz von Tel Nof während einer Übung über der Negev-Wüste in der Luft. Während der Pilot der A-4 mit dem Schleudersitz ausstieg und Verletzungen davontrug, schaffte es die zweisitzige F-15D, sicher auf der nahegelegenen Ramon Airbase zu landen, obwohl ihr rechter Flügel bei der Kollision fast vollständig abgerissen wurde.[60][61]

- Am 13. September 2009 stürzte eine F-16A von Nevatim bei einem Übungsflug im südlichen Westjordanland über bergigem Gelände ab. Da der 21-jährige Pilot Assaf Ramon vor dem Absturz keinerlei Probleme gemeldet hatte, ging man davon aus, dass er plötzlich ohnmächtig wurde – aufgrund der hohen Geschwindigkeit und der G-Kräfte, denen er ausgesetzt war.[62] Assaf Ramon war der Sohn von Ilan Ramon, einem Kampfpiloten und ersten Astronauten Israels, der 2003 beim Unglück des Space Shuttles Columbia ums Leben kam. Der Flughafen Ramon bei Eilat ist nach diesen beiden Piloten benannt (siehe Foto rechts).